# Sokółka
Sokółkaⓘ é um município no nordeste da Polônia. Pertence à voivodia da Podláquia, no condado de Sokółka. É a sede da comuna urbano-rural de Sokółka.
Sokółka recebeu os direitos de cidade em 1609 e era uma cidade real da economia de Grodno. Estava localizada no final do século XVIII no condado de Grodno da voivodia de Troki da Primeira República da Polônia. Nos anos 1975–1998 pertencia administrativamente à voivodia de Białystok.
Estende-se por uma área de 18,6 km², com 16 998 habitantes, segundo o censo de 31 de dezembro de 2024, com uma densidade populacional de 911 hab./km².

## Localização
A cidade está localizada na área das colinas de Sokólskie, na parte norte da planície da Podláquia, na nascente do rio Sokołda, região de Grodno.
Uma rodovia internacional, a estrada nacional n.º 19 e a linha ferroviária Varsóvia-Grodno atravessam a cidade, e seguem mais adiante em direção a Vilnius, Riga, São Petersburgo, Minsk e Moscou. Sokółka está localizada a 16 km do posto fronteiriço polaco-bielorrusso em Kuźnica Białostocka.

## História

### Origens

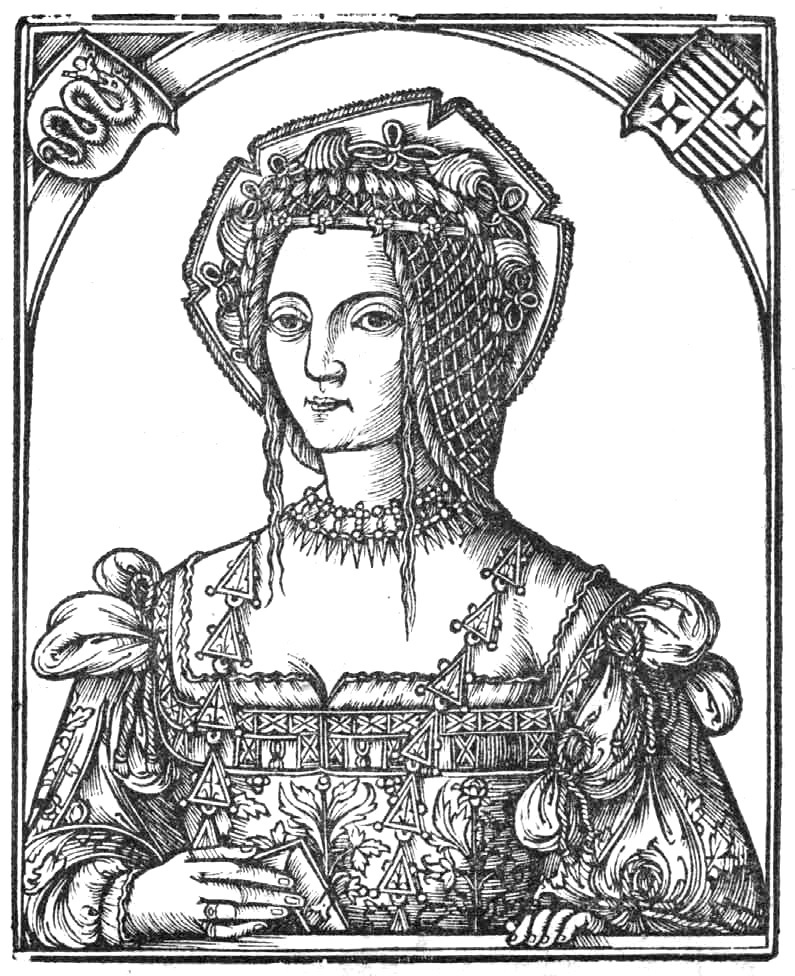
Uma gravura de Bona Sforza do período em que lhe foi concedido o solar de Sucholda, na área da atual de Sokolka

Originalmente, Sokoldka (Sokółka) era uma vila da coroa fundada por inspetores reais na rota de Grodno para Knyszyn. O nome da cidade vem do nome do rio Sokoldka (Mała Sokołda). Com o tempo, o nome mudou devido à simplificação da consoante -ldk para -lk e a associação com Sokółka de Mazowsze e a aldeia de Sokólki perto de Ełk. No início do século XVI, existia a mansão de caça de Suchold, sob o domínio da rainha Bona Sforza, que lhe foi dada por Sigismundo, o Velho, em 1524, juntamente com a vasta área de Caunas até os rios Narew e Świsłocz, que ele separou da Floresta primitiva de Grodno. Em 1565, Sigismundo II Augusto fundou uma igreja católica em Sokółka, e a paróquia funcionou a partir de 1592. Nos anos 1586–1589, Sokółka tornou-se uma vila de mercado. Recebeu direitos de cidade em 28 de fevereiro de 1609 de Sigismundo III Vasa. Antes da concessão dos direitos de cidade, Sokółka foi visitada pelos inspetores reais Jerzy Scipio del Campo e Stefan Nieszkowski, que planejaram a futura cidade.

### Séculos XVII e XVIII

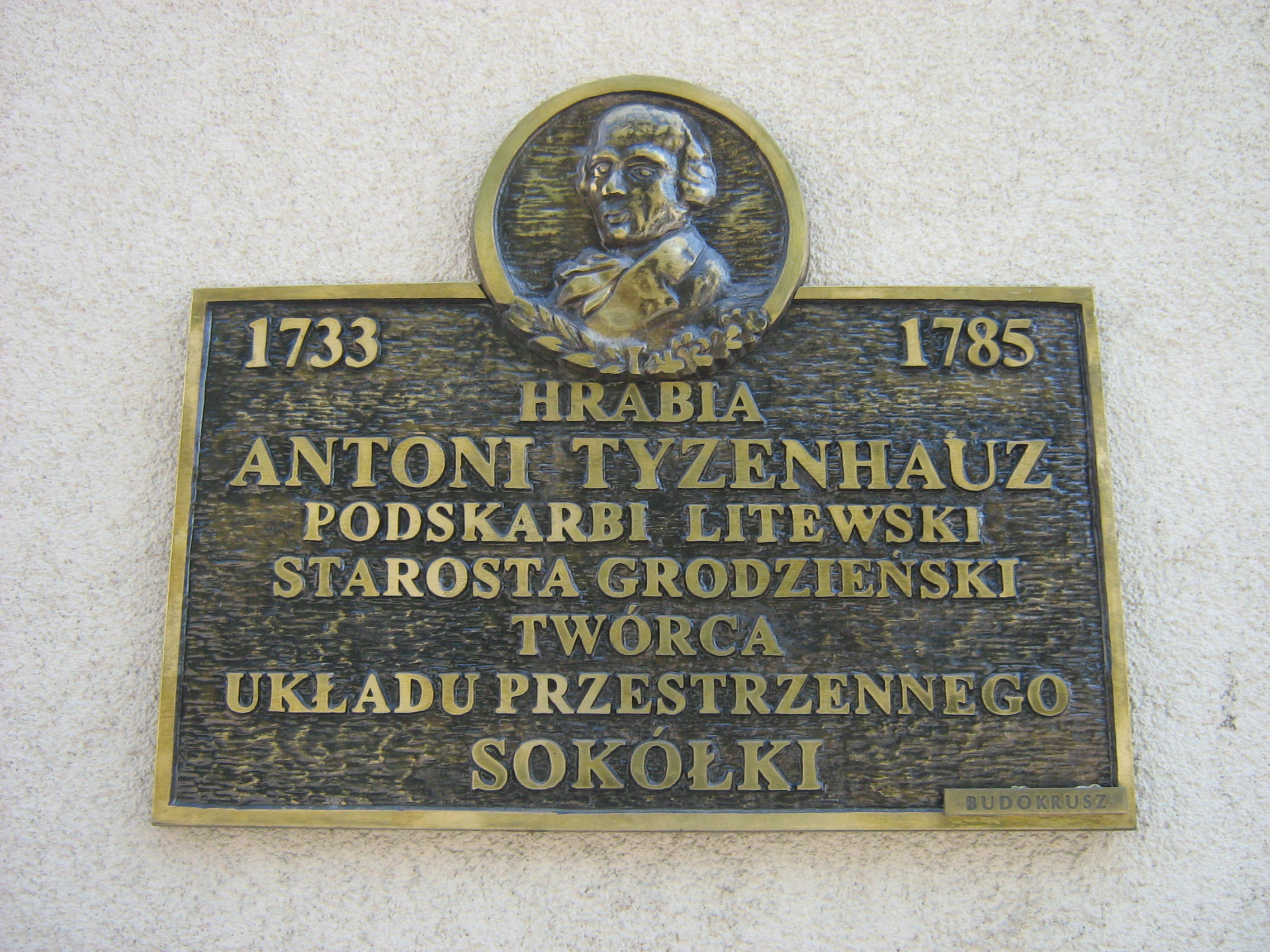
Placa dedicada a Antoni Tyzenhauz na parede do Museu da Região de Sokólska

O Grão-Chanceler da Lituânia, Albrycht Stanisław Radziwiłł, em seu diário de 18 de maio de 1633, escreveu: “A convite do starosta de Samogitia e do voivoda de Brześć, meu irmão, fomos a Sokółka, onde o rei e todos tivemos uma recepção maravilhosa. Antes de chegarmos lá, o rei me disse (como eu nunca havia estado lá antes) que eu veria uma casa de madeira que havia sido construída a um custo de 7 mil zloty, mas inacabada e já quase em ruínas. Isto acabou sendo verdade.” Em 1652, Maria Luísa Gonzaga concedeu a paróquia de Sokółka a três associados de Vicente de Paulo. Após uma curta estadia na cidade, no entanto, eles foram transferidos para Varsóvia. Durante este período era fundido na cidade o ferro-do-pântano, uma forma de depósito de ferro impuro que se desenvolve em pântanos pela oxidação química ou bioquímica do ferro transportado em solução.
Em 11 de fevereiro de 1662, foi emitido um decreto que obrigou os judeus a deixar a cidade. Eles foram autorizados a visitar Sokółka apenas em dias de comércio e feiras, mas não mais do que 3 dias. Os judeus foram proibidos de comprar casas e propriedades de terra. Se algum deles tinha tal propriedade, tornava-se propriedade da Igreja Católica. Também era proibido arrendar casas para judeus. A violação do decreto resultava em uma multa de 10 sexagenas lituanas para o benefício da Igreja em Sokółka. Em 29 de dezembro de 1698, Augusto II concedeu aos judeus que viviam em Sokółka o privilégio do livre comércio e das tavernas.
Em 1717 a cidade encontrava-se na rota postal entre Varsóvia e Mitau, e funcionários dos correios da família Michaelis se estabeleceram na cidade. Na segunda metade do século XVIII, o tesoureiro da corte lituana, Antoni Tyzenhauz, trouxe artesãos e expandiu a cidade, tentando reconstruí-la espacialmente. Durante sua administração, foi feita uma nova divisão dos bens reais (terras reais) destinados exclusivamente a atender às necessidades do rei e do tesouro da corte lituana, como resultado da qual Sokółka se tornou a sede da gubernia. Tyzenhauz construiu uma série de fábricas e manufaturas na área das terras reais de Grodno, que mais tarde entrou em colapso, mas reintroduziu a servidão anteriormente abolida. Como resultado, houve protestos da população local em Sokółka, Kuźnica e Krynki, e na década de 1770, reclamações foram escritas e enviadas ao rei. Naquela época, havia 182 casas na cidade e uma guarnição da cavalaria nacional. A pedido de Tyzenhauz, Józef de Sacco projetou uma planta de parque e palácio: “Planty Zabudowania Gubernji J.K.mci Sokolskiey”, mas apenas o palácio do governador foi construído. Na década de 1880, no entanto, 12 edifícios residenciais foram construídos na praça do mercado.
Durante a Revolta de Kościuszko em março de 1794, a agitação em Sokółka foi liderada por Joachim Litawor Chreptowicz. Em abril do mesmo ano, o regimento estacionado na cidade contava com 600 homens. Depois de Grodno ter sido ocupado pelos russos, em 9 de maio em Sokółka foi assinada uma adesão à revolta por várias centenas de pessoas, formada a Comissão de Ordem do Condado de Grodno. Uma proclamação especial também foi emitida para os tártaros que vivem na área. Em julho, a comissão proclamou o Universal de Połaniec, um ato legal organizando os deveres da terra dos camponeses e fornecendo-lhes proteção governamental efetiva, segurança da propriedade e comissões de justiça.

### Período das partições da Polônia

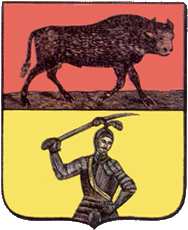
Brasão de armas de Sokółka de 1845

Em 1795, após a Terceira Partição da Polônia, a cidade foi temporariamente incorporada à Prússia, na província da Nova Prússia Oriental. Até a Paz em Tilsit em 1807, quando Sokółka se viu na partição russa, uma guarnição prussiana de 228 pessoas estava estacionada lá. Em 1792 e 1803, eclodiram incêndios, em consequência dos quais, parte da vila, e em 1796 a igreja paroquial, foram incendiadas. Sob os termos do Tratado de Tilsit de 1807, Sokółka foi cedida ao Império Russo, sob cujo domínio permaneceu até 1915.
Na primeira metade do século XIX, a cidade foi dividida em três partes. Essas eram chefiadas pelos chamados zeladores, sendo que o nível mais baixo de gerenciamento era o dos dízimos.
Em 1848, uma igreja católica de tijolos foi construída dedicada a Santo Antônio. Na década de 1850, a igreja ortodoxa de São Alexandre Nevsky e a escola administrativa, florestal e de tiro, e em 1886 — quartel. Em 1862, Sokółka recebeu uma conexão ferroviária com a construção da linha ferroviária Viena-Varsóvia-São Petersburgo. Entre os insurgentes de Novembro (1830–1831) e da Revolta de Janeiro (1863–1864), que lutavam contra os invasores russos, também estavam residentes em Sokółka. Desde o final do século XIX até a eclosão da Primeira Guerra Mundial, o 63.º regimento de infantaria russa “Uglice” esteve estacionado na cidade. Por volta de 1900, uma sinagoga de tijolos foi construída. Localizava-se na parte noroeste da cidade. Em 1910, Józef Stanisławowicz Daszuta era o prefeito de Sokółka. Em 1915, durante a Primeira Guerra Mundial, as tropas do imperador alemão expulsaram a administração russa e as tropas czaristas de Sokółka e Sokólskaya. Assim, a ocupação alemã durou de 1915 a 1918.
De 1807 até 1975 Sokółka foi uma cidade de condado. No século XIX, era o centro de feiras, artesanato e pequena indústria.

### Segunda República Polonesa

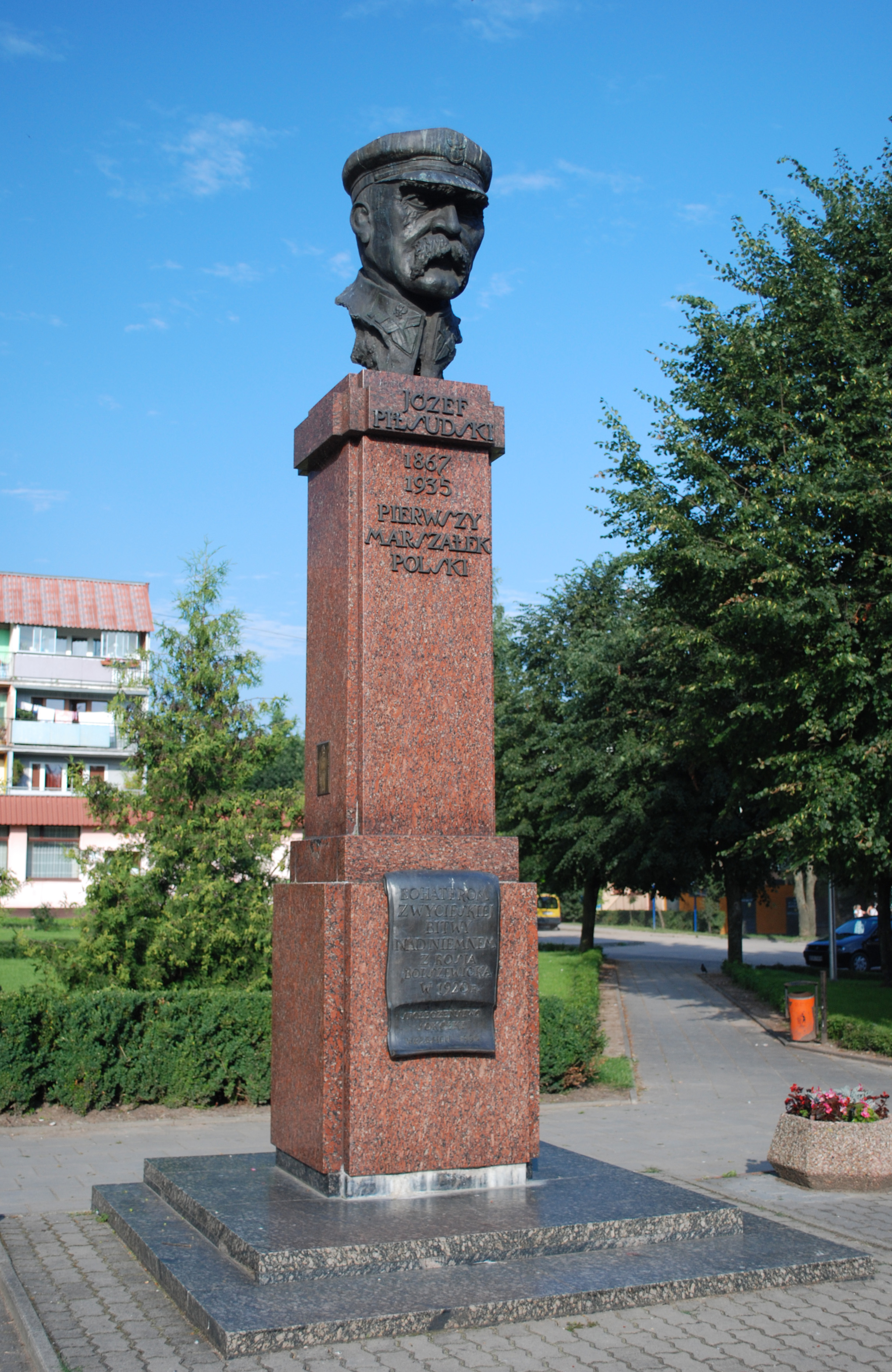
Monumento com busto de Józef Piłsudski

A partir de 30 de abril de 1919, Sokółka pertenceu à Segunda República Polonesa, mas no período de julho a setembro de 1920 foi ocupada pelo exército bolchevique durante a guerra polaco-bolchevique. Em julho de 1920, como resultado do fogo de artilharia, parte da cidade foi destruída. Em 24 de setembro daquele ano, o Estado-maior do 2.º Exército polonês estava estacionado na cidade, aqui também Józef Piłsudski ordenou o ataque a Lida. Em 20 de novembro de 1996, foi inaugurado um monumento dedicado aos heróis da Batalha do Niemen daquela época, com um busto do marechal Piłsudski.
Na época da Segunda República Polonesa, os quartéis no atual bairro Zielone estavam sob a administração do Exército Polonês. Eles receberam o nome do general Dąbrowski. Aqui estavam estacionadas as seguintes unidades: o pessoal de reserva do Hospital Regional n.º 3 de Grodno, o pessoal do 3.º Esquadrão de Transportes, o pessoal de reserva do 6.º Regimento de Infantaria e o pessoal de reserva do 41.º Regimento de Infantaria de Suwałki.
No período entre guerras, a cidade era conhecida por seus curtumes e mercados de cavalos e gado. No período entre guerras, Sokółka era habitada por cerca de 3 500 pessoas de nacionalidade judaica, a maioria dos quais eram comerciantes. A cidade incluía uma sinagoga, casas de culto, uma casa de rabino, uma casa de banhos e escolas religiosas. No total, a vila tinha uma população de cerca de 6 mil habitantes. Em 1929, funcionava aqui o Sindicato dos Comerciantes, o Sindicato dos Trabalhadores da Indústria de Curtumes, o Sindicato dos Artesãos Judeus, o Sindicato dos Inquilinos e o Sindicato dos Proprietários de Imóveis.

### Segunda Guerra Mundial
Em 21 de setembro de 1939, a cidade foi capturada pelas tropas da 2.ª brigada de tanques soviética e, mais tarde, incorporada à União Soviética, ficou sob ocupação soviética por quase dois anos. Os ocupantes soviéticos realizaram perseguições, prisões e deportações da população local (geralmente para a Sibéria ou o Cazaquistão), especialmente patriotas poloneses. Em junho de 1941, a cidade foi ocupada pelo exército alemão e, em julho, foi incluída no Distrito de Bialystok. Os soviéticos construíram um monumento a Lenin em Sokółka, que os alemães ordenaram que os judeus locais destruíssem no verão de 1941.
Em 1941, na parte sudeste da cidade, os alemães criaram um gueto para a população judaica. Além de vários milhares de judeus de Sokółka, cerca de 1 500 judeus de Janów, Krynki, Czyżew e Zaręby Kościelne também foram enviados para lá. Os habitantes do gueto trabalhavam numa fábrica de feltros, em oficinas de sapateiros e alfaiates, bem como em obras rodoviárias. Eles também construíram um reservatório em Sokółka. Em 2 de novembro de 1942 aproximadamente 8 mil pessoas foram transportadas do gueto para o campo de trânsito em Kiełbasin perto de Grodno. O gueto residual foi liquidado em janeiro de 1943. Os judeus do gueto de Sokołów pereceram nos campos de extermínio em Treblinka e Auschwitz-Birkenau.
Nos anos de 1942–1944 havia um campo de trabalho alemão em Sokółka. Em média, havia 150 pessoas no acampamento; no total, cerca de 3 mil pessoas passaram por ele. Durante a liquidação do campo, alguns prisioneiros foram fuzilados e alguns foram libertos.
Em junho de 1944, Sokółka foi capturada pelas forças soviéticas, encerrando a ocupação alemã.

### Período pós-guerra
A partir de 1944, os guerrilheiros anticomunistas eram fortes nas proximidades da cidade — por exemplo, em 11 de agosto de 1946, guerrilheiros atacaram três vezes a estação local da Milícia Cívica. Na década de 1970, duas grandes fábricas foram instaladas na parte leste da cidade: Stolbud (agora Sokółka Okna i Drzwi) e a fábrica de equipamentos mecânicos “Spomasz”, que passaran por uma transição econômica depois de 1989.
Em 18 de dezembro de 1980, a Comissão de Coordenação Local do Sindicato Autônomo Independente "Solidarność" foi fundada em Sokółka, cujo presidente era Kazimierz Kossakowski − um professor do Complexo de Escola Secundária e seu vice Bronisław Błahuszewski − motorista de ônibus. Em 5 de março de 1981, Kazimierz Kossakowski renunciou ao cargo de presidente. Duas semanas depois, foram realizadas eleições para o Presidium de 9 pessoas do TKK, que consistia em representantes dos locais de trabalho de Sokółka: Krzysztof Krasiński (presidente), funcionário da Região de Energia em Sokółka, Czesław Oszer − “Spomasz”, Marian Peliksza − “Stolbud”, Krzysztof Ignatowicz − “Budopol” Pisz, Andrzej Sienkiewicz − GS Sokółka, Bronisław Błahuszewski − PKS Sokółka, Zofia Juszkiewicz − Equipe de Saúde, Barbara Łapacz − CPN, Departamento de Buchwałowo e Jolanta Sagan − Educação Sokółka.

### 400 anos da cidade
Em 2009, Sokółka comemorou seu 400.º aniversário. Nesta ocasião, muitos eventos foram organizados em Sokółka, liderados por artistas como Danzel. Além disso, um monumento comemorativo deste jubileu foi erguido em frente à Prefeitura. Uma moeda chamada “Sokole” também foi cunhada.

## Clima
Sokółka tem um clima frio e temperado. Existe uma pluviosidade significativa ao longo do ano. Mesmo nos meses mais secos. O clima nesta área é classificado como “Dfb” conforme o sistema Köppen-Geiger. A temperatura média anual é de 7,9 °C. na cidade de Sokółka. A precipitação média anual é de 744 mm.
Sokółka está localizada no hemisfério norte. O verão começa no final de junho e termina em setembro.
| Dados climatológicos para Sokółka | Dados climatológicos para Sokółka | Dados climatológicos para Sokółka | Dados climatológicos para Sokółka | Dados climatológicos para Sokółka | Dados climatológicos para Sokółka | Dados climatológicos para Sokółka | Dados climatológicos para Sokółka | Dados climatológicos para Sokółka | Dados climatológicos para Sokółka | Dados climatológicos para Sokółka | Dados climatológicos para Sokółka | Dados climatológicos para Sokółka | Dados climatológicos para Sokółka |
| Mês                               | Jan                               | Fev                               | Mar                               | Abr                               | Mai                               | Jun                               | Jul                               | Ago                               | Set                               | Out                               | Nov                               | Dez                               | Ano                               |
| --------------------------------- | --------------------------------- | --------------------------------- | --------------------------------- | --------------------------------- | --------------------------------- | --------------------------------- | --------------------------------- | --------------------------------- | --------------------------------- | --------------------------------- | --------------------------------- | --------------------------------- | --------------------------------- |
| Temperatura máxima média (°C)     | −1,6                              | −0,1                              | 5,1                               | 12,6                              | 17,8                              | 21,0                              | 23,2                              | 22,5                              | 17,3                              | 10,8                              | 5,3                               | 0,9                               | 11,2                              |
| Temperatura média (°C)            | −3,7                              | −2,6                              | 1,4                               | 8,0                               | 13,4                              | 16,9                              | 19,2                              | 18,4                              | 13,5                              | 7,8                               | 3,3                               | −0,8                              | 7,9                               |
| Temperatura mínima média (°C)     | −6,0                              | −5,3                              | −2,5                              | 2,9                               | 8,1                               | 11,9                              | 14,6                              | 13,9                              | 9,8                               | 4,9                               | 1,3                               | −2,8                              | 4,2                               |
| Precipitação (mm)                 | 48                                | 44                                | 48                                | 52                                | 72                                | 77                                | 97                                | 79                                | 69                                | 55                                | 50                                | 53                                | 744                               |
| Dias com precipitação             | 9                                 | 8                                 | 9                                 | 8                                 | 9                                 | 9                                 | 11                                | 9                                 | 8                                 | 8                                 | 8                                 | 8                                 | 104                               |
| Umidade relativa (%)              | 86                                | 84                                | 77                                | 68                                | 67                                | 67                                | 71                                | 70                                | 75                                | 80                                | 87                                | 86                                | 76,5                              |
| Fonte: 2023-07-09                 |                                   |                                   |                                   |                                   |                                   |                                   |                                   |                                   |                                   |                                   |                                   |                                   |                                   |

## Demografia

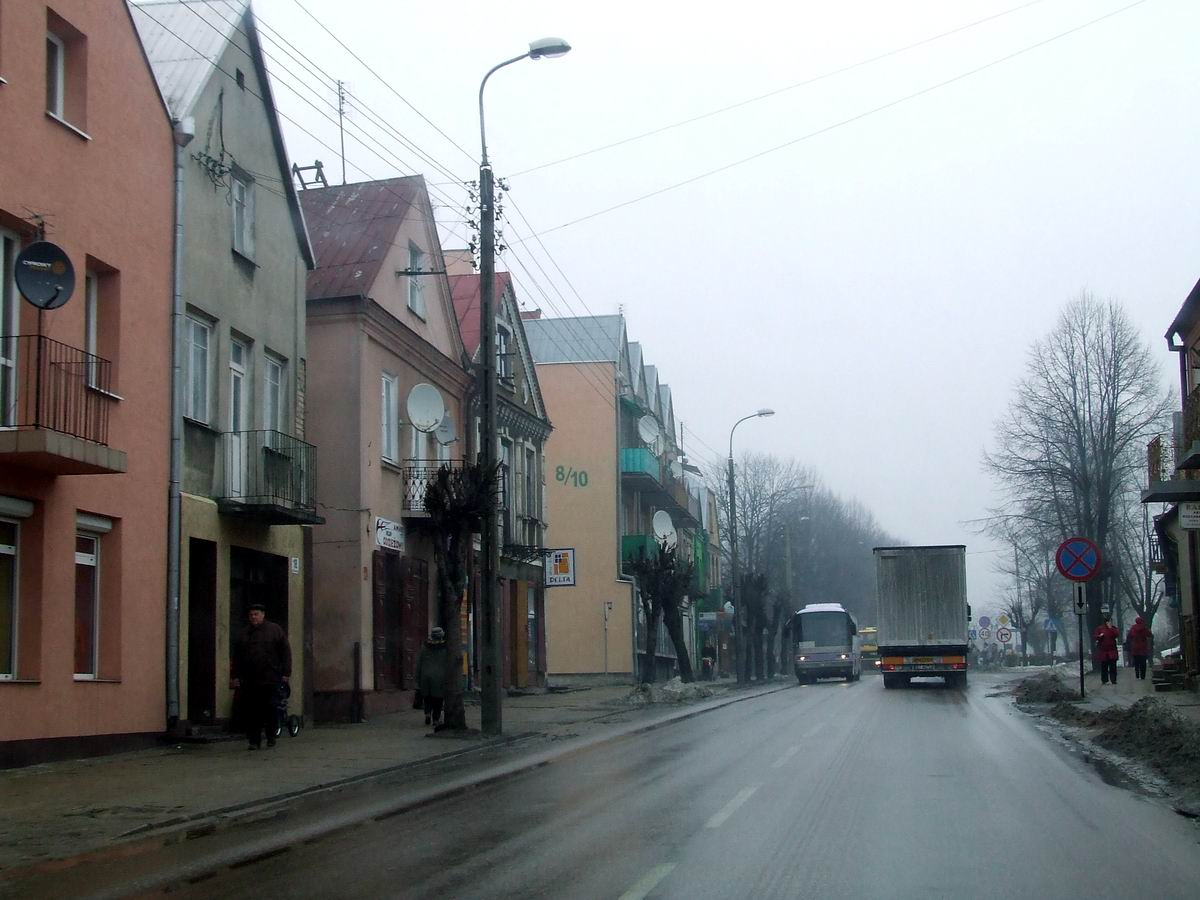
Rua Białostocka / Estrada Nacional n.º 19 em Sokółka; prédios históricos à esquerda

Nos anos subsequentes, Sokółka contava com:
- Na virada dos séculos XVIII e XIX — 1 124 habitantes (incluindo 383 judeus e 18 tártaros)[55]
- 1867 — 3 814 habitantes[56]
- 1878 — 3 431 habitantes[57]
- 1945 — 4 879 habitantes[58]
- 1987 — aproximadamente 18 000[59]
- 2004 — 19 037
- 2008 — 18 666[60]

Conforme os dados do Escritório Central de Estatística da Polônia (GUS) de 31 de dezembro de 2024, Sokółka é uma cidade pequena com uma população de 16 998 habitantes (9.º lugar na voivodia da Podláquia e 246.º na Polônia), tem uma área de 18,6 km² (22.º lugar na voivodia da Podláquia e 334.º lugar na Polônia) e uma densidade populacional de 911 hab./km² (10.º lugar na voivodia da Podláquia e 345.º lugar na Polônia). Nos anos 2002–2024, o número de habitantes diminuiu 11,5%.
Os habitantes de Sokółka constituem cerca de 27,91% da população do condado de Sokółka, constituindo 1,50% da população da voivodia da Podláquia.
| Descrição                         | Total      | Total    | Mulheres   | Mulheres | Homens     | Homens   |
| --------------------------------- | ---------- | -------- | ---------- | -------- | ---------- | -------- |
| unidade                           | habitantes | %        | habitantes | %        | habitantes | %        |
| população                         | 16 998     | 100      | 8 920      | 52,5     | 8 078      | 47,5     |
| área                              | 18,6 km²   | 18,6 km² | 18,6 km²   | 18,6 km² | 18,6 km²   | 18,6 km² |
| densidade populacional (hab./km²) | 911        | 911      | 478,3      | 478,3    | 432,7      | 432,7    |

## Economia

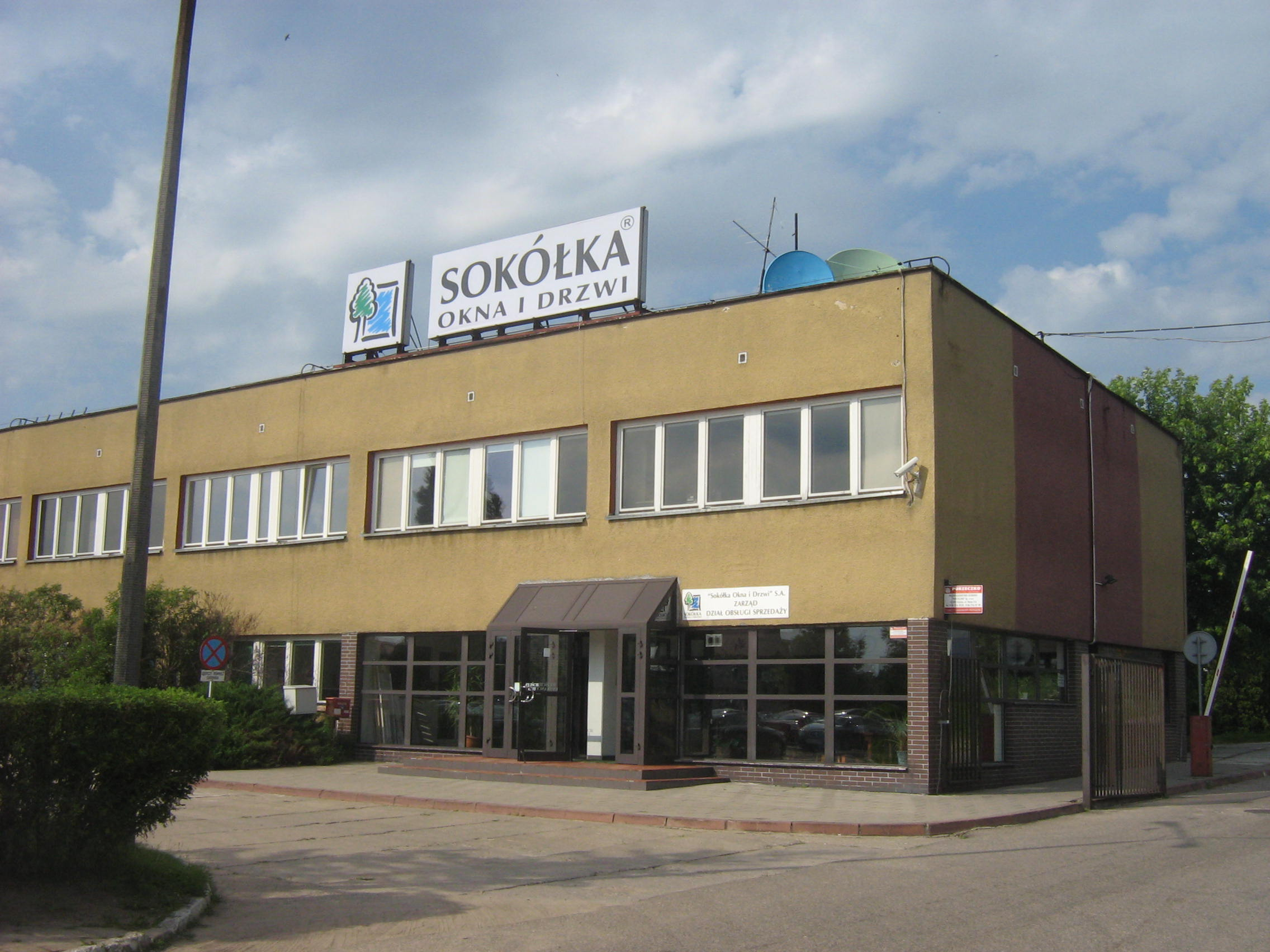
O extinto prédio da empresa “Sokółka Okna i Drzwi”, uma continuação da “Stolbud”, que estava em funcionamento desde a década de 1970

A cidade é principalmente um centro de serviços para a região agrícola, mas também para a produção de janelas, importação de carvão e gás, congelamento de frutas e vegetais e processamento de leite. Os principais locais de trabalho em Sokółka são:
- Orlen Gaz
- Sokółka Okna i Drzwi
- Farmer Sp. z o.o.
- Metal-Fach Sp. z o.o.
- Spółdzielnia Mleczarska SOMLEK Sokółka assumida por Mlekpol
- Barter S.A.
- Eskimos S.A.
- Eko-Gril
- GENES
- STEELER

## Transportes
- Estrada Nacional n.º 19: fronteira estatal — Kuźnica — Białystok — Lublin — Rzeszów — Barwinek — fronteira estatal
- Estrada provincial n.º 673: Kolonie Lipsk — Lipsk — Dąbrowa Białostocka — Sokółka
- Estrada provincial n.º 674: Sokółka — Rachowik

## Monumentos históricos
Os monumentos em Sokółka são:

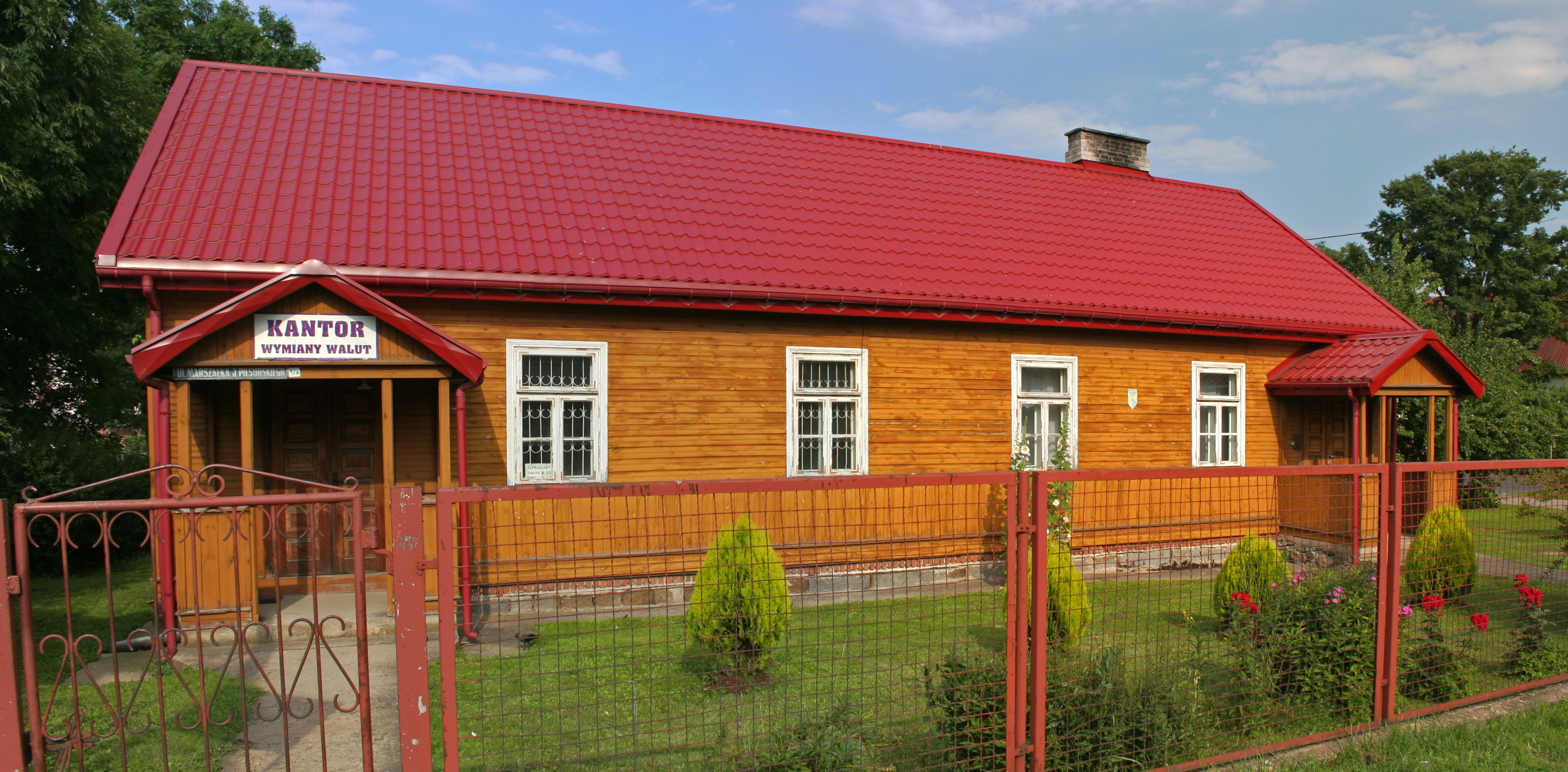
Casa histórica em Sokółka de 1880, anteriormente um presbitério ortodoxo

- Igreja paroquial de Santo Antoni Padewski — neoclássico (por volta de 1848, ampliada 1901–1904), com o monumento à Revolta de Janeiro localizado na igreja colegiada[65]
- Igreja paroquial ortodoxa Santo Alexandre Nevsky de 1850–1853
- Baixo-relevo de granito — Alegoria da Ciência de 1933 localizado no alçado frontal da Escola primária Adam Mickiewicz em Sokółka
- Capela de tijolos no cruzamento da rua Grodzieńska e Kresowa em Sokółka,[66] construída em 1906, conforme o decreto de tolerância do czar Nicolau II, de 30 de abril de 1905[67]
- Edifícios residenciais pré-guerra ao longo das ruas Białostocka e Grodzieńska
- Antigo presbitério ortodoxo de madeira na esquina das ruas Józef Piłsudski e Piotr Ściegienny de 1880

## Outras instalações de valor cultural
- Capela do cemitério ortodoxo de 1900[68]
- Cemitério judaico do século XVII[69]
- Cemitério ortodoxo do século XIX (anteriormente católico romano)[69]
- Complexo de parques e jardins da antiga casa senhorial “Sobaczyńce” antigo quartel militar russo e depois polonês em Osiedle Zielony.[70]

Edifícios religiosos em Sokółka
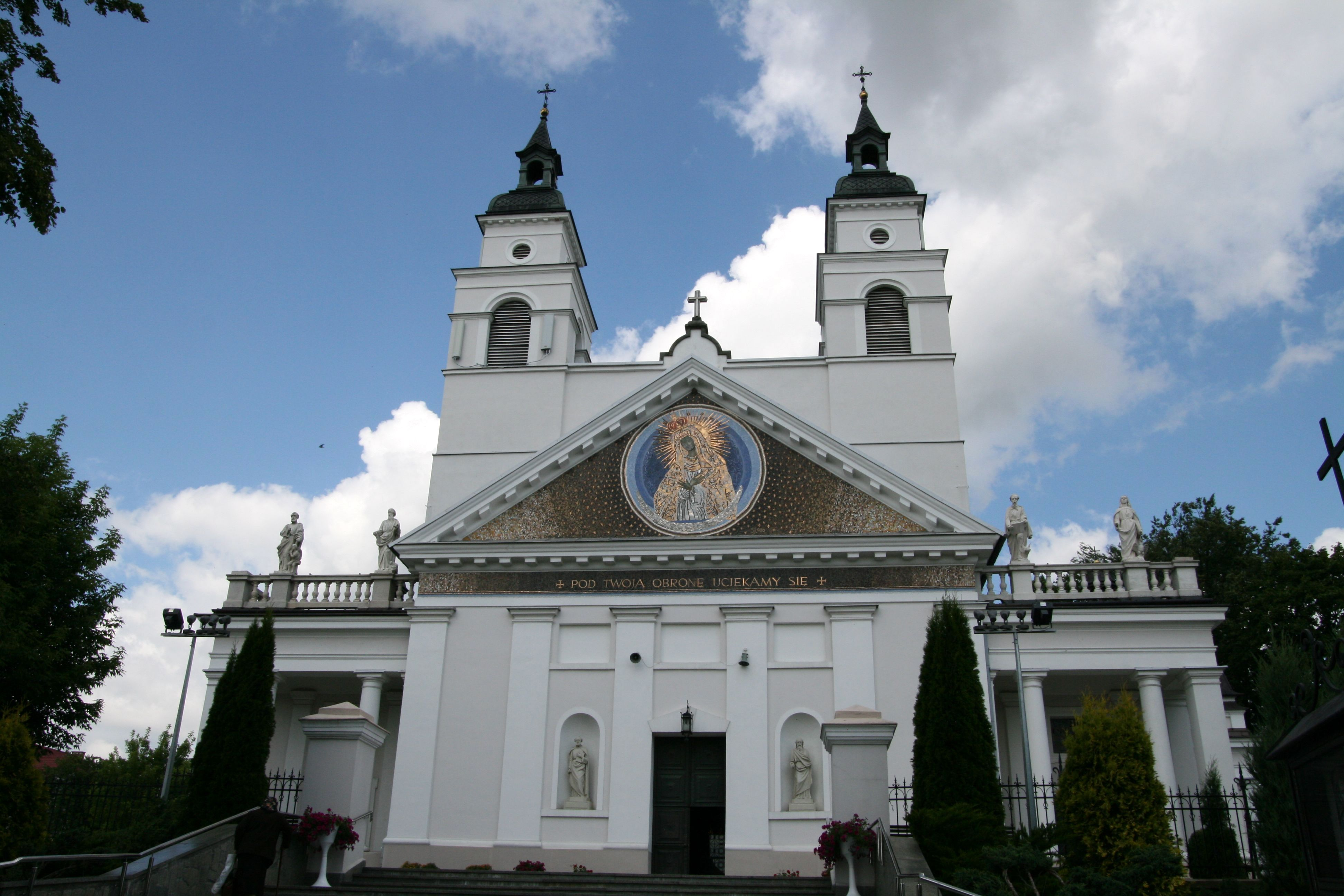
Igreja de Santo Antônio de 1848
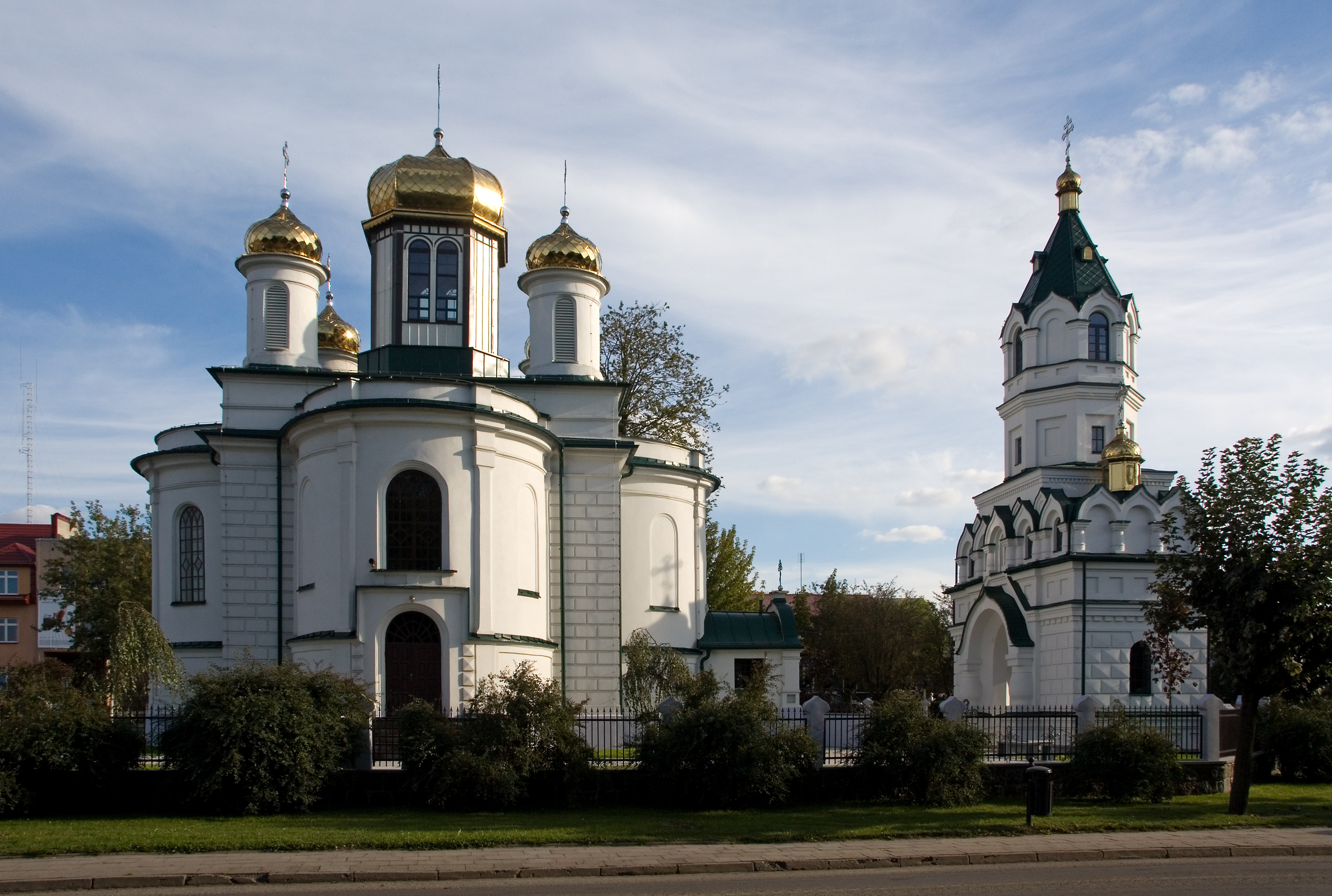
Igreja ortodoxa de Santo Alexandre Nevsky de 1853; à direita, a torre do sino do portão foi reconstruída em 2010–2013
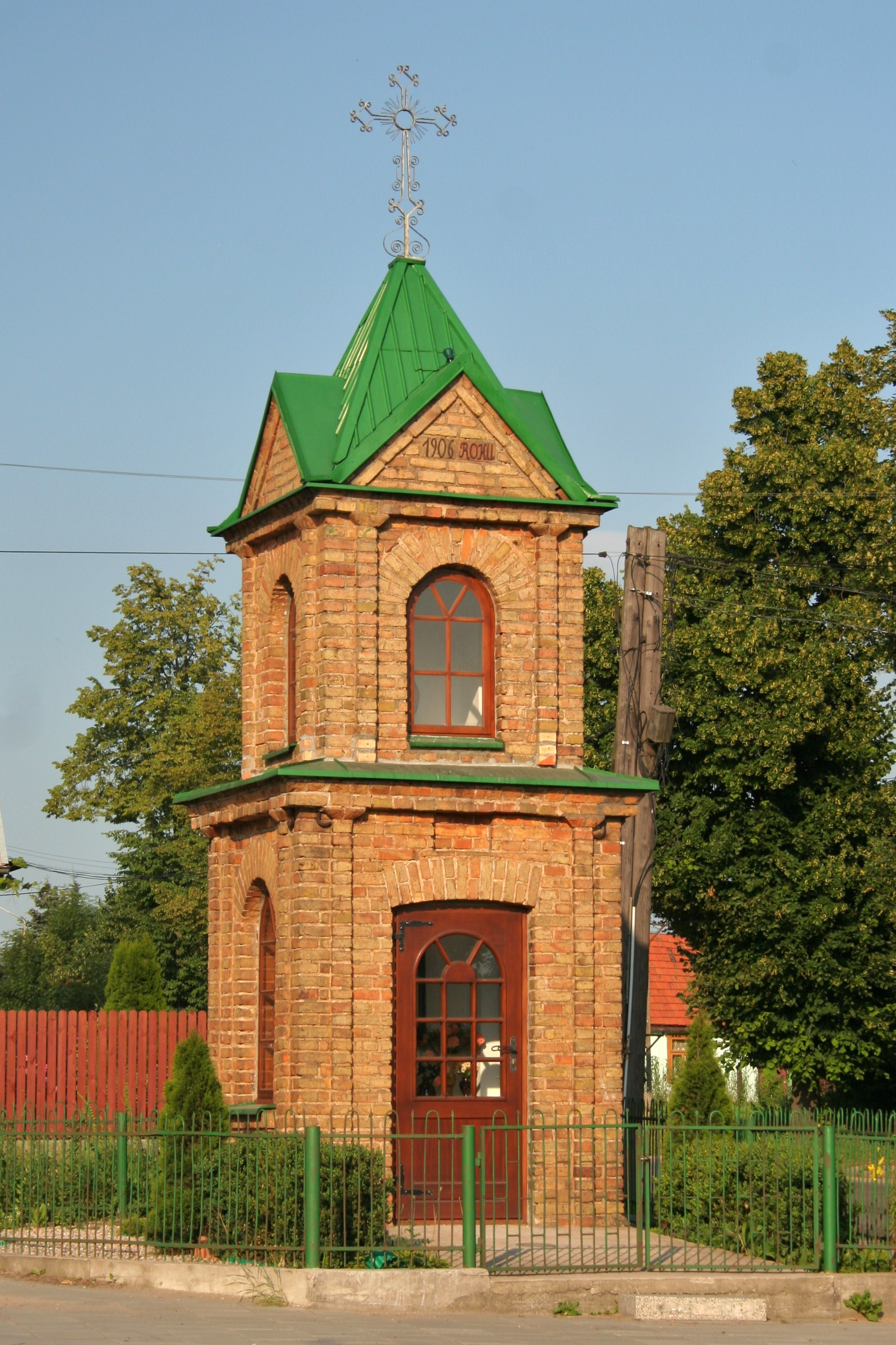
Capela histórica no cruzamento das ruas Grodzieńska e Kresowa de 1906
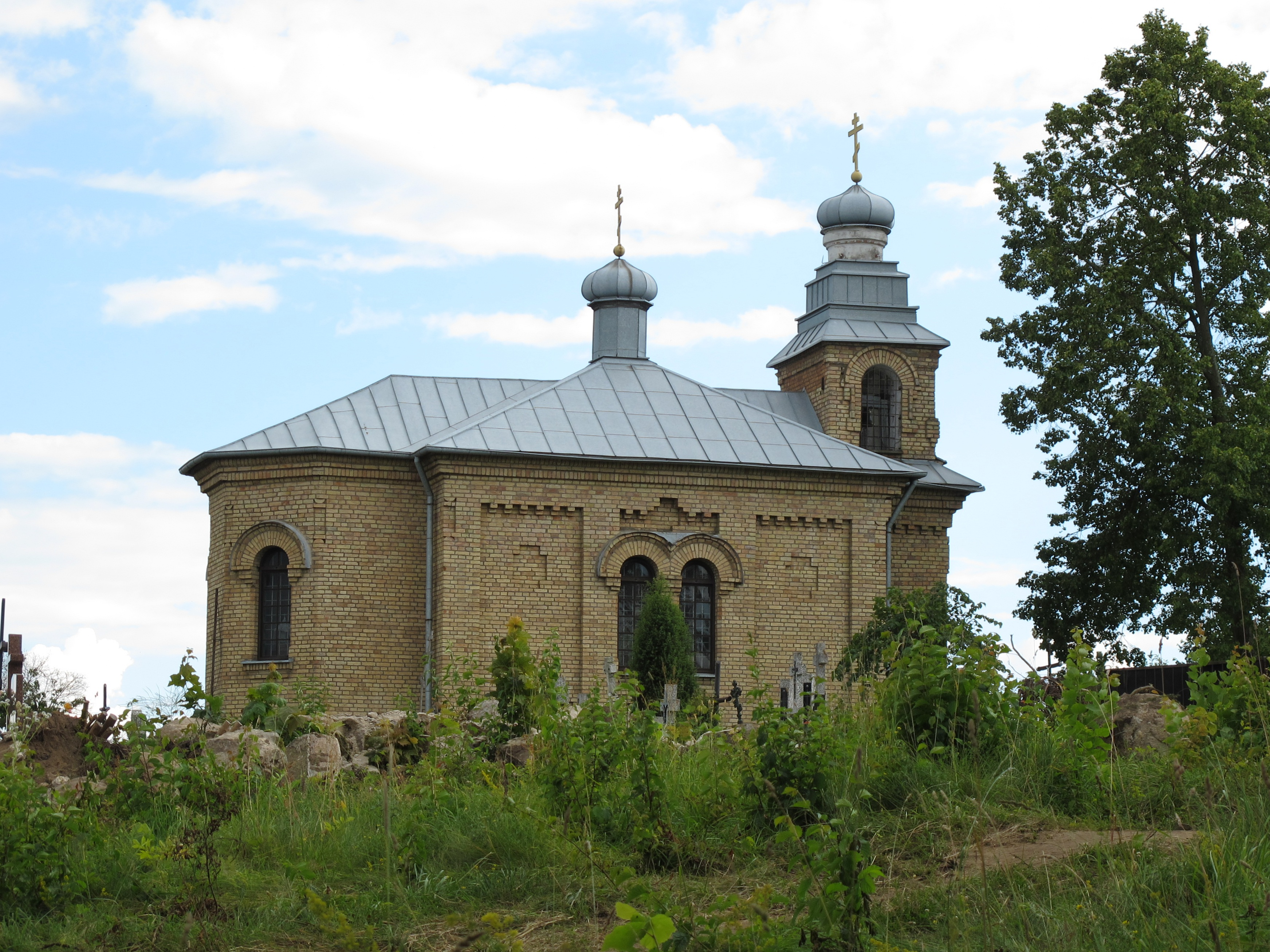
Capela no cemitério ortodoxo

## Trilhas turísticas
- Trilha tártara
- Trilha nos passos da Revolta de Janeiro
- Trilha de Artesanato Popular
- Antiga Trilha da Fronteira

## Vigilância da cidade
Existem muitas câmeras de vigilância por vídeo na cidade pertencentes ao município, bem como particulares. A Telewizja Sokółka publica em seu site imagens de várias câmeras localizadas em diferentes partes da cidade. A transmissão é realizada 24 horas em tempo real. O sistema está sendo constantemente expandido com novas câmeras.

## Meios de comunicação
Em Sokółka há uma televisão local, um jornal na Internet e uma revista semanal publicada em papel, que cobrem todo o condado:
- Sokółka TV[72]
- iSokolka.eu[73]
- Tygodnik Nowiny Sokólskie[74]
- Tygodnik Info-Sokółka

## Educação
Escolas primárias
- Escola Primária Especial

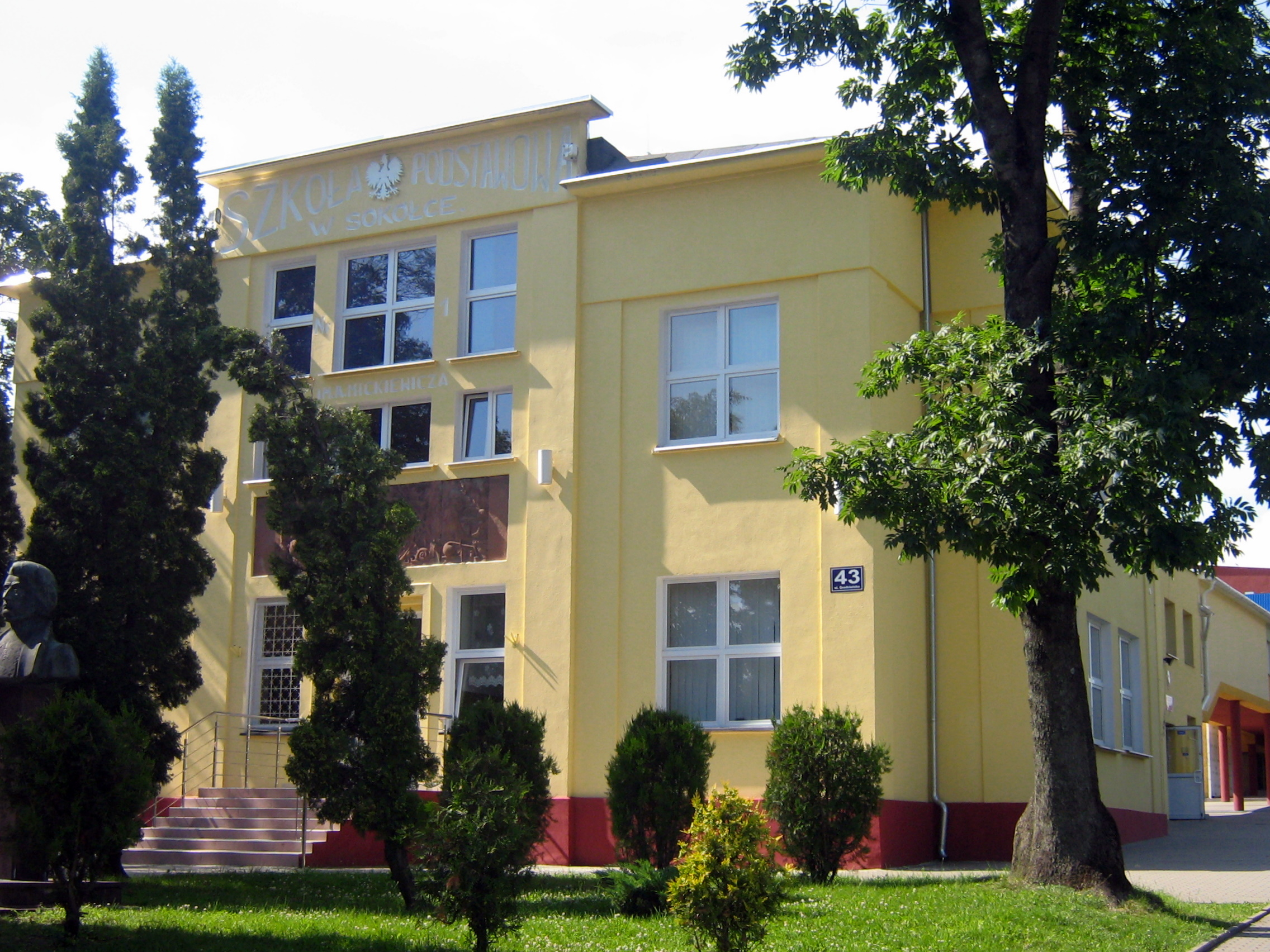
Escola primaria Adam Mickiewicz em Sokółka

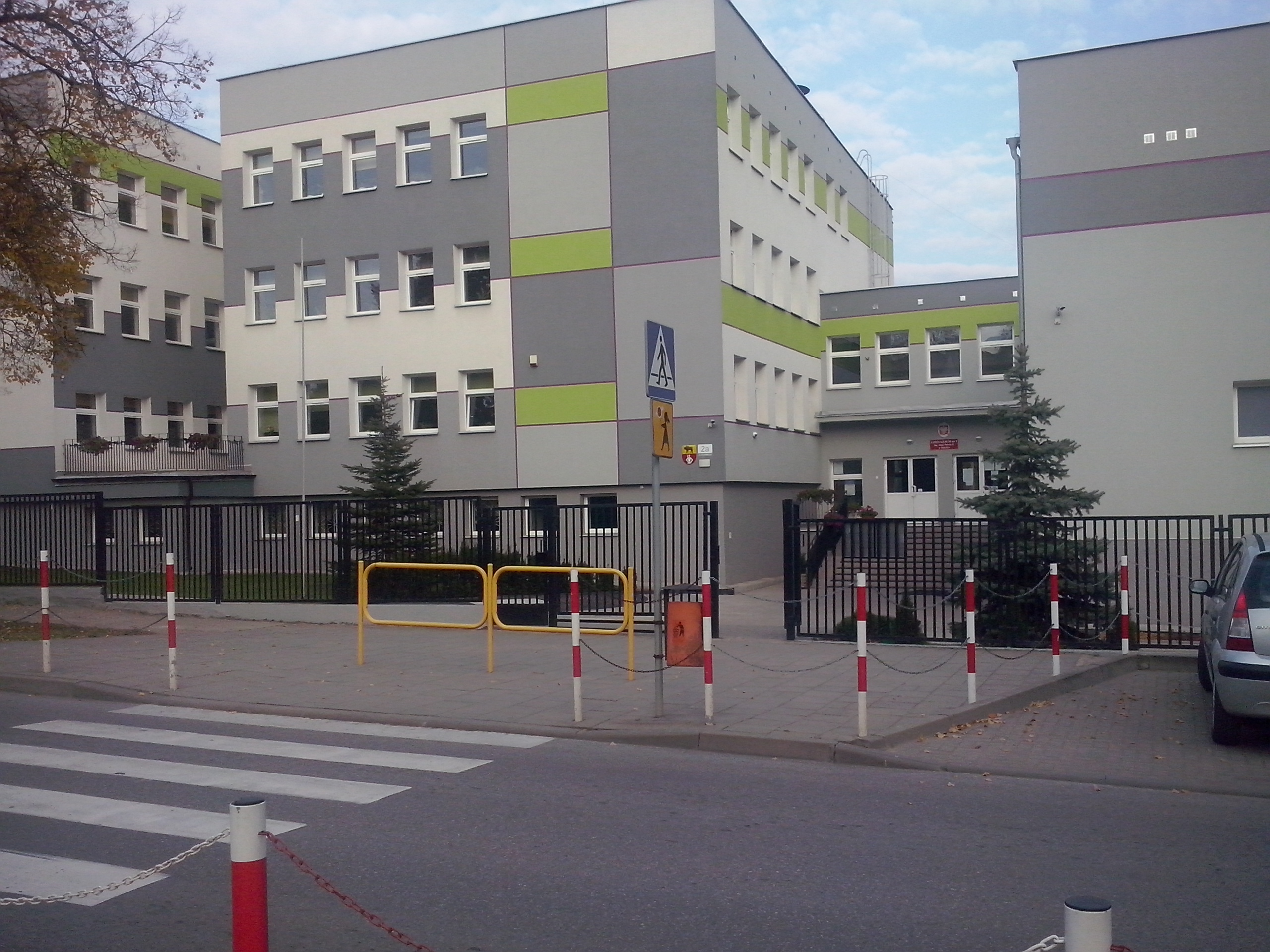
Escola Secundária n.º 1 João Paulo II em Sokółka

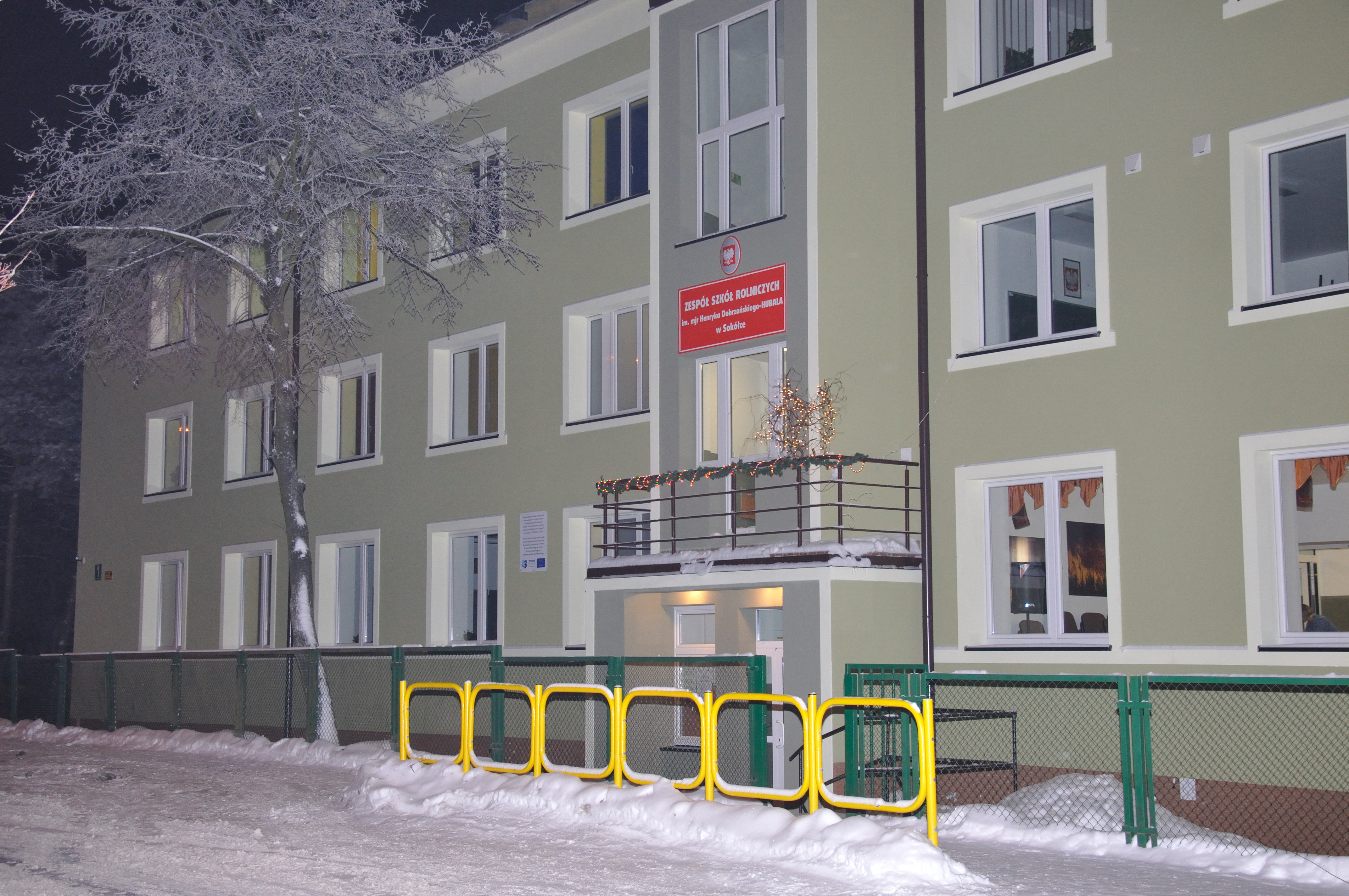
Complexo Escolar Agrícola em Sokółka

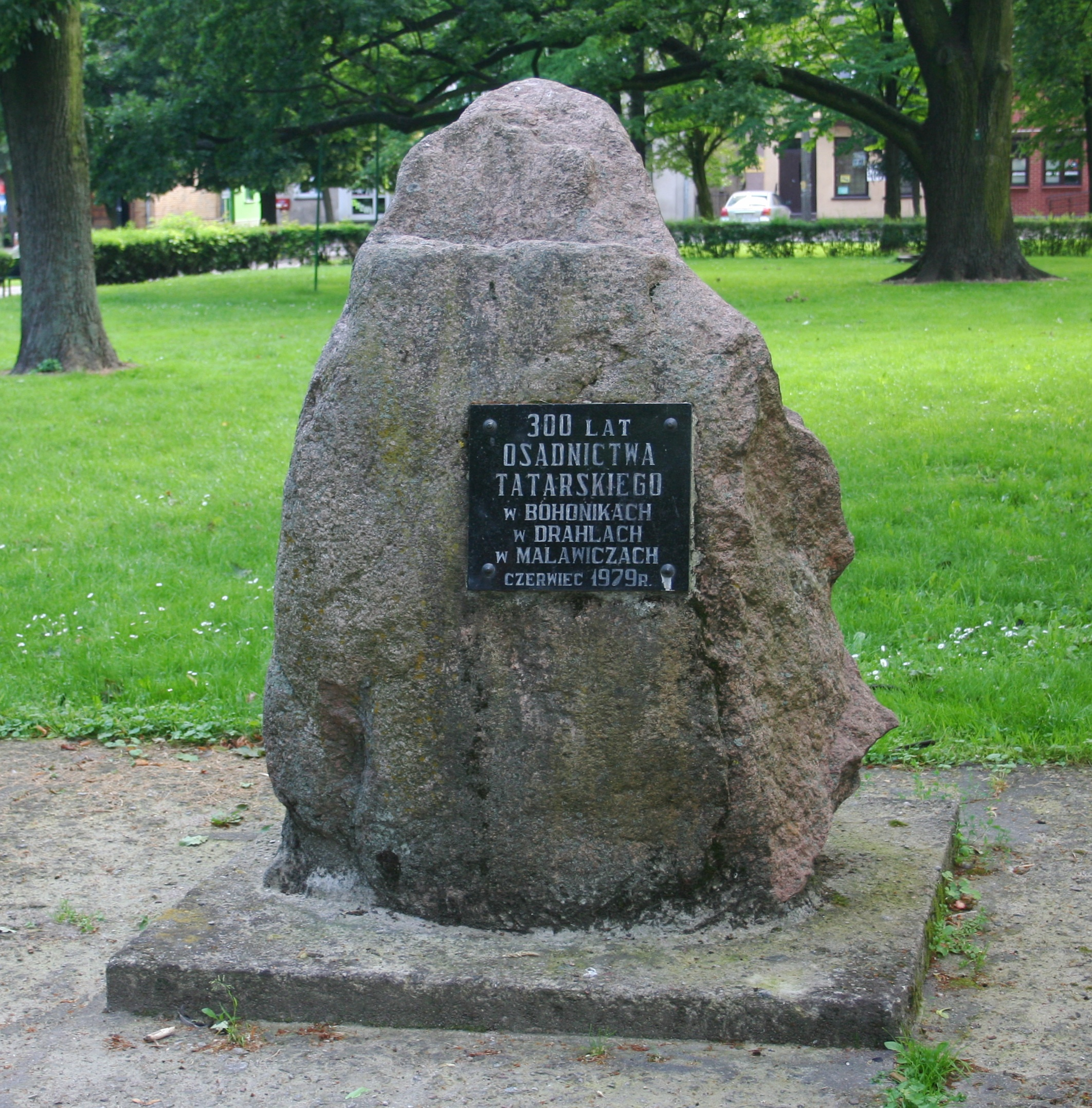
Pedra em homenagem aos 300 anos de assentamento tártaro localizada em um parque no centro da cidade

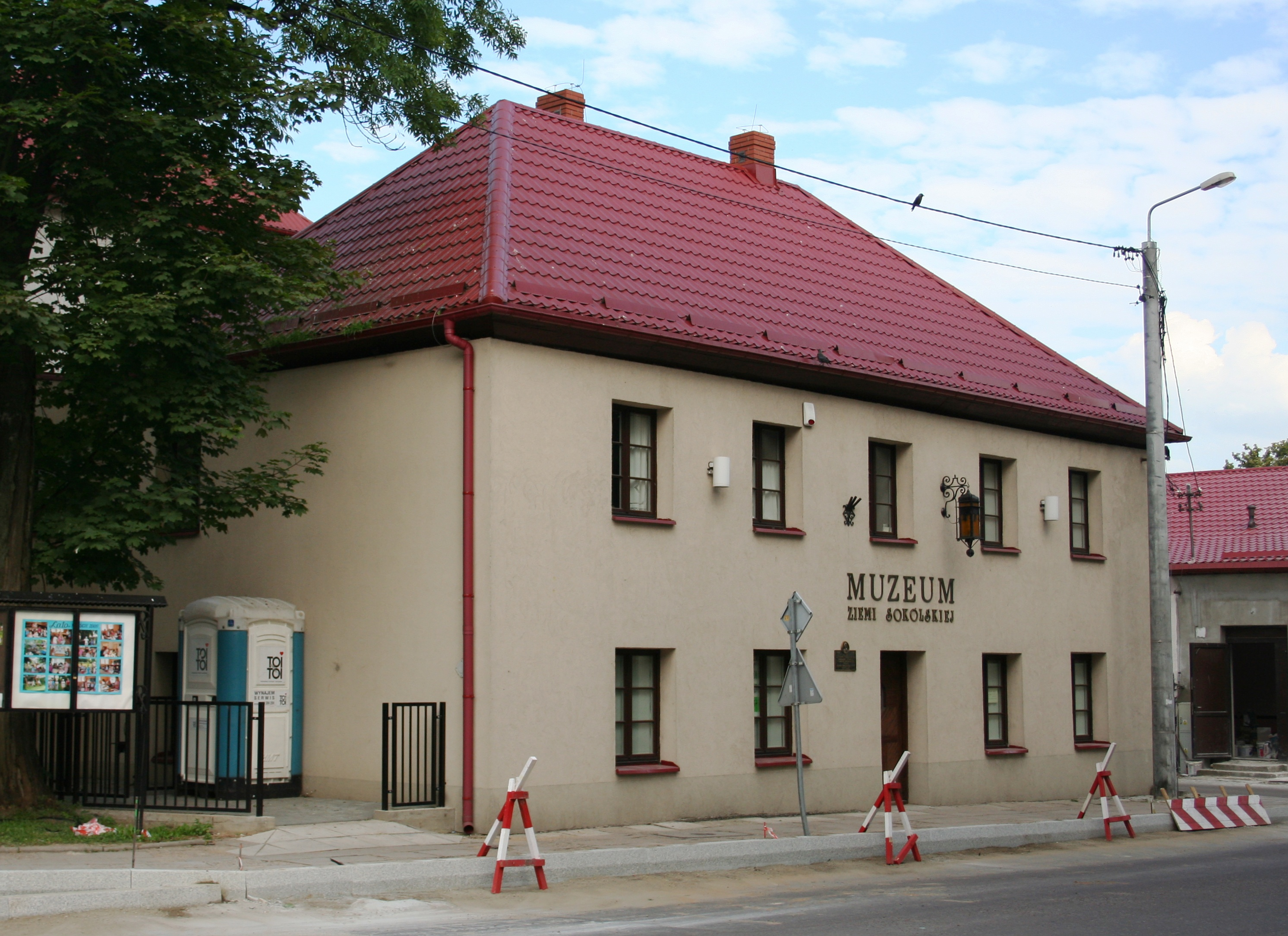
Edifício do Museu da Terra de Sokółka

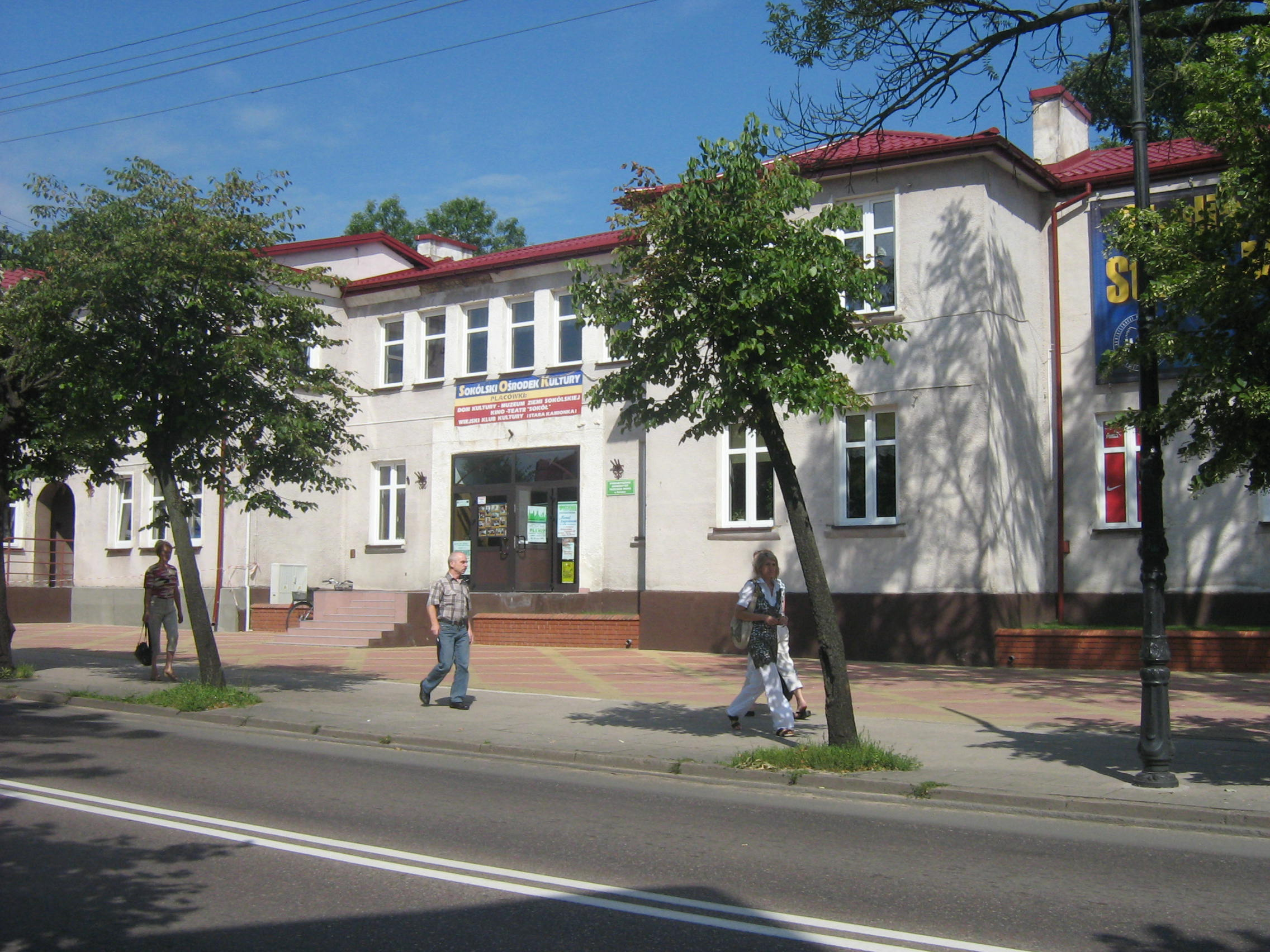
Edifício do Centro de Cultura de Sokółka

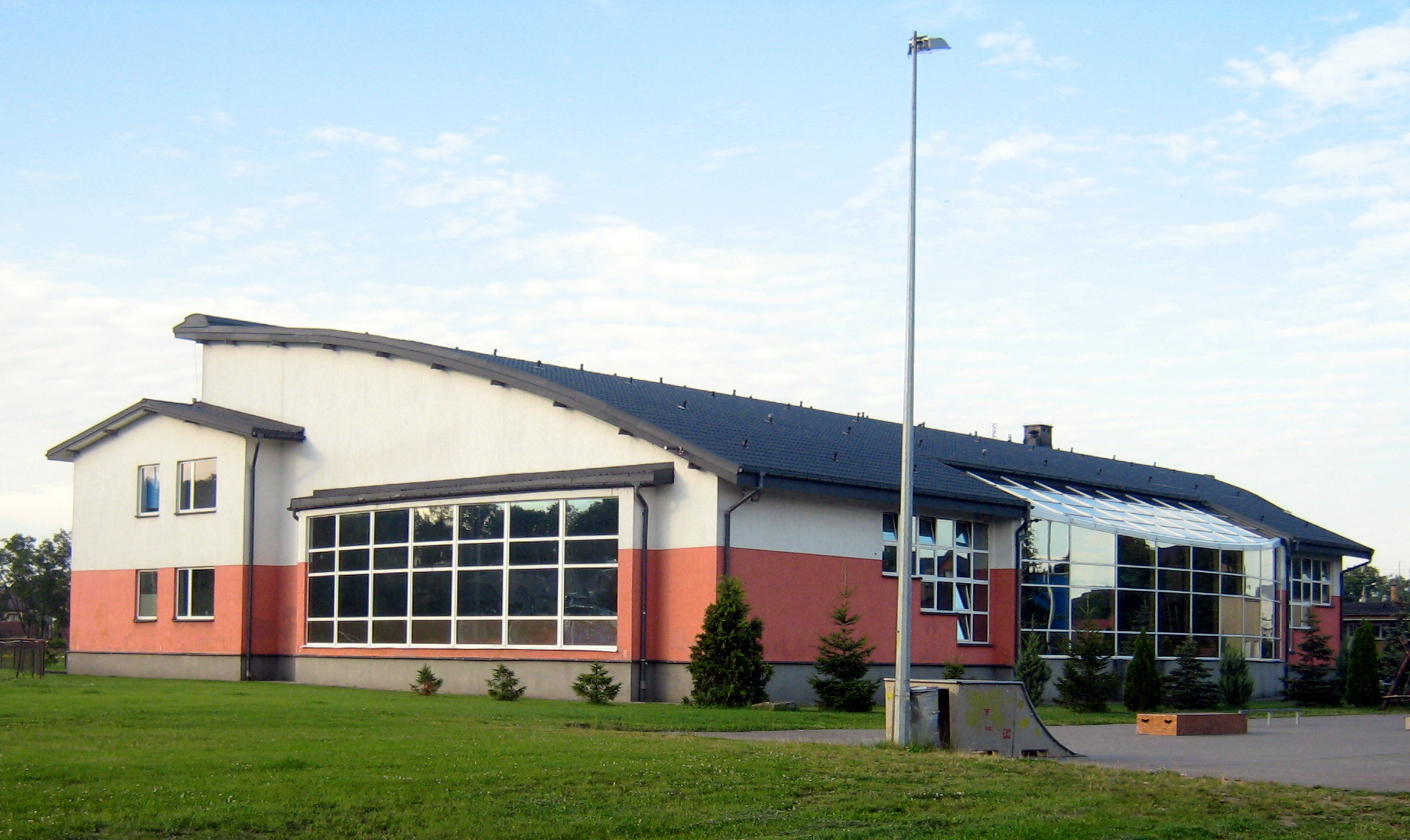
Piscina

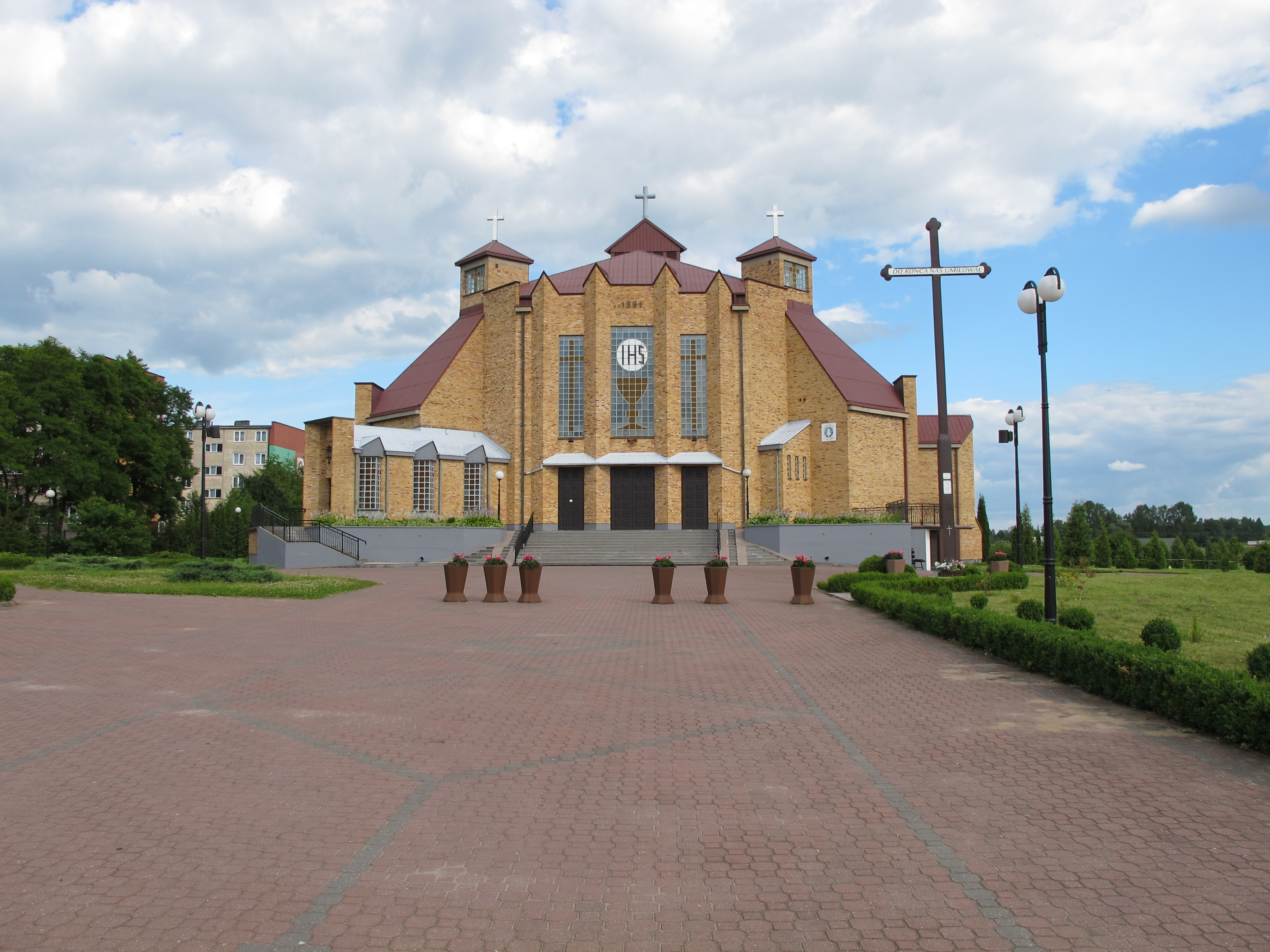
Igreja do Santíssimo Corpo e Sangue de Cristo

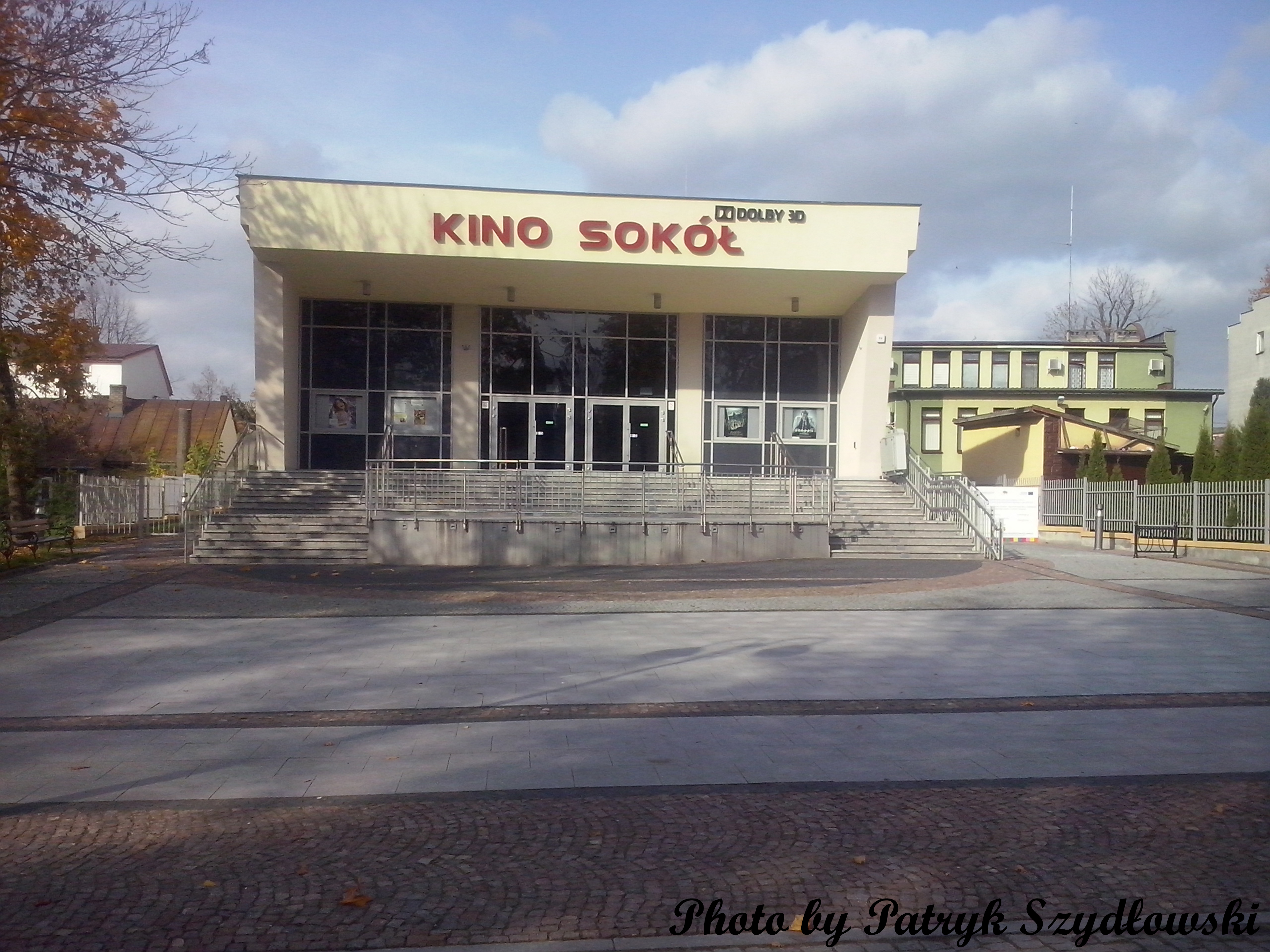
Cinema “Sokół” em Sokółka

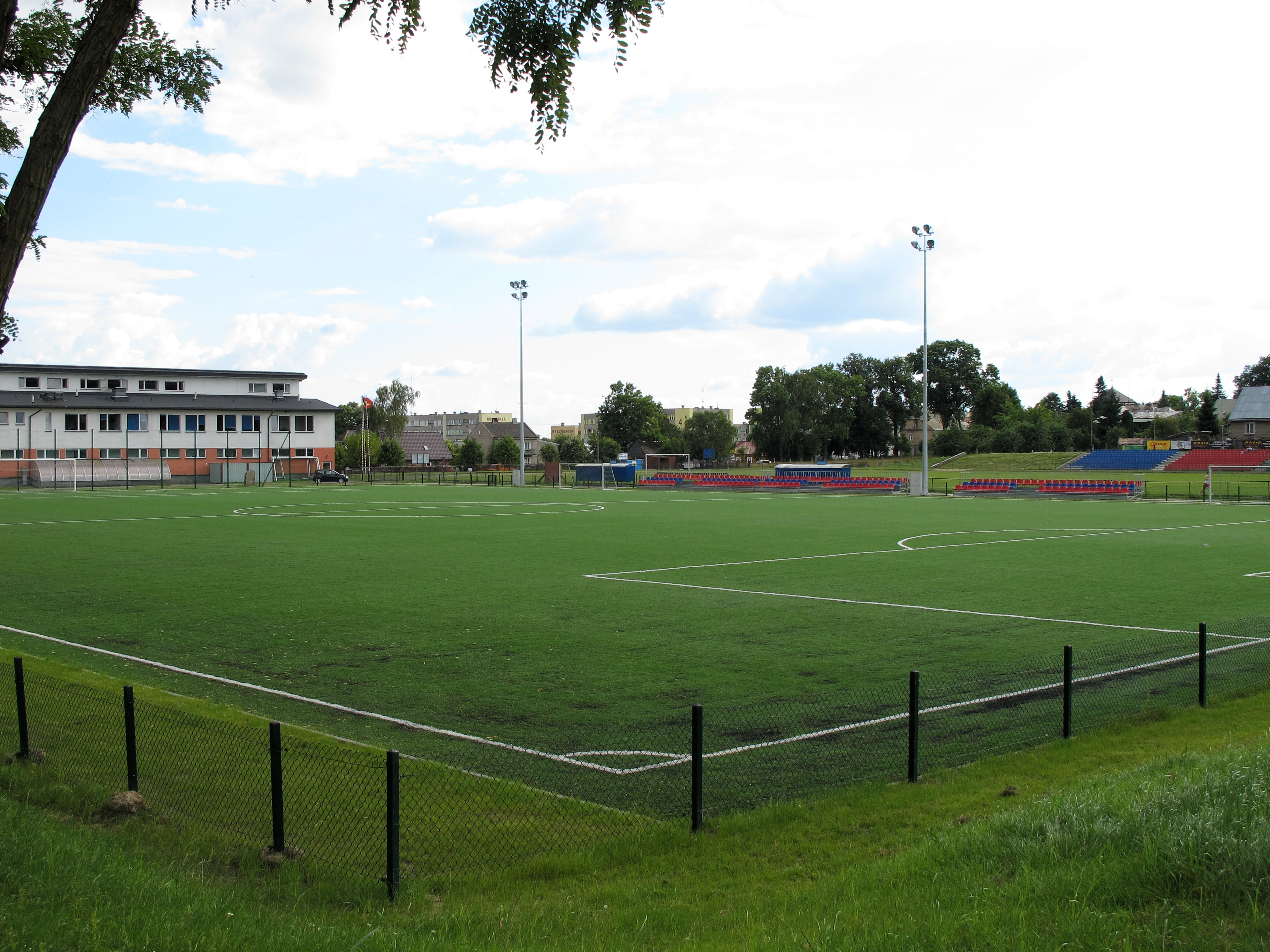
Estádio OSiR em Sokółka

- Escola Primária n.º 1 Adam Mickiewicz
- Escola Primária n.º 2 com Departamentos de Integração
- Escola Primária n.º 3 Walery Wróblewski

Escolas secundárias
- Complexo Escolar em Sokółka, rua Mickiewicza 11 (Escola Secundária Mikołaj Kopernik e Escola Secundária para Adultos)[75]
- Complexo de Escolas Profissionais Elizy Orzeszkowa em Sokółka, Os. Zielone 1A (Escola Técnica Secundária n.º 1 e Escola Industrial de Primeiro Grau)[76]
- Complexo Escolar Agrícola Henryka Dobrzański “Hubala” em Sokółka, rua Polna 1 (Escola Técnica Secundária n.º 2[77]
- Escola Especial e Centro Educacional, Os. Zielone 1A (Escola Profissional Especial)[78]

## Instituições
Fundações e associações
- Fundação Comunitária de Sokółka[79]
- The Pucilowski Foundation[80]
- Associação para o Desenvolvimento da Região Sokólska “Barka”[81]
- Associação de Clubes 4×4[82]
- Associação “4 culturas de Sokolka”[83]

Cultural
- Museu da região de Sokólska[84]
- Centro Cultural de Sokólska[85]
- Cinema “Sokół”
- Coro de Idosos “Sokólskie Wrzosy”[86]
- Banda folclórica “Kapela Kundzicza”
- Clube de Artistas Amadores
- Clube Sênior “Wrzosy”
- Clube de Professores Sênior
- Clube Cultural da Aldeia em Stara Kamionka
- Grupo musical “Lotos”
- Teatro Amador “Coś”
- Grupo musical “FBI”
- Grupo musical “Bad Falcon”

Esportes
- Esporte clube Sokół Sokółka — futebol[87]
- Clube de Ciclismo Sokół Sokółka — ciclismo, triatlo, corrida[88]
- Clube de bilhar Metal-Fach LP Pool Bilard Sokółka[89]
- Clube de equitação BIK
- Esporte Clube Mikolo Sokółka — voleibol
- UKS Boxing Sokółka — boxe
- LUKSz Orient Sokółka — xadrez

Eventos cíclicos
- Dias de Sokółka[90]
- Concurso de Recitação de Poesia Leonarda Szubzda “Entre o silêncio e o grito”.[91]
- Ótimo grelhado com frango
- Adeus ao verão
- Academia de Verão do Conhecimento sobre os tártaros poloneses[92]
- Revisão de desempenhos pastorais
- Encontro Provincial de Famílias Musicais
- Festa de caridade familiar[90]
- Memorial Internacional Stanisław Kirpsza — competição de ciclismo

## Multiculturalismo da cidade
Pelo fato de a cidade ser habitada por seguidores das religiões católica, ortodoxa e islâmica, além dos poloneses, também existem bielorrussos e lituanos, e também há tártaros nas suas imediações, ganhou o nome de “Capital do Oriente polonês”. A Trilha Tártara também começa na cidade, criada em 1979 em homenagem à chegada da bandeira tártara a essas terras por João III Sobieski.

## Comunidades religiosas
As seguintes igrejas e associações religiosas realizam atividades em Sokółka:
- Igreja Católica de Rito Latino:
  - Paróquia de Santo Antoni Padewski
  - Paróquia do Santíssimo Corpo e Sangue de Cristo
  - Paróquia da Assunção da Bem-Aventurada Virgem Maria
- Igreja Ortodoxa Polonesa:
  - Paróquia de Santo Alexandre Nevsky
- Testemunhas de Jeová:
  - Igreja em Sokółka (Salão do Reino, rua Wierzbowa 2)

## Monumentos e instalações
Em Sokółka
- Complexo de campos de futebol, quadras de tênis, piscina coberta, pista de skate, ginásio no Centro de Desportos e Recreação, rua Mariańska 31
- Estádio municipal, rua Mariańska/rua Grodzieńska
- Lagoa Sokólski com centro de férias — corpo d'água de 20 hectares com praia, aluguel de equipamentos aquáticos, acomodação, quadra de tênis, quadra de vôlei de praia, rua Wodna
- Cinema “Sokół”
- Monumento com um busto de Józef Piłsudski
- Monumento em homenagem aos 300 anos do assentamento tártaro (localizado em um parque no centro da cidade)
- Placa dedicada a Antoni Tyzenhauz na parede do Museu da Região de Sokólska

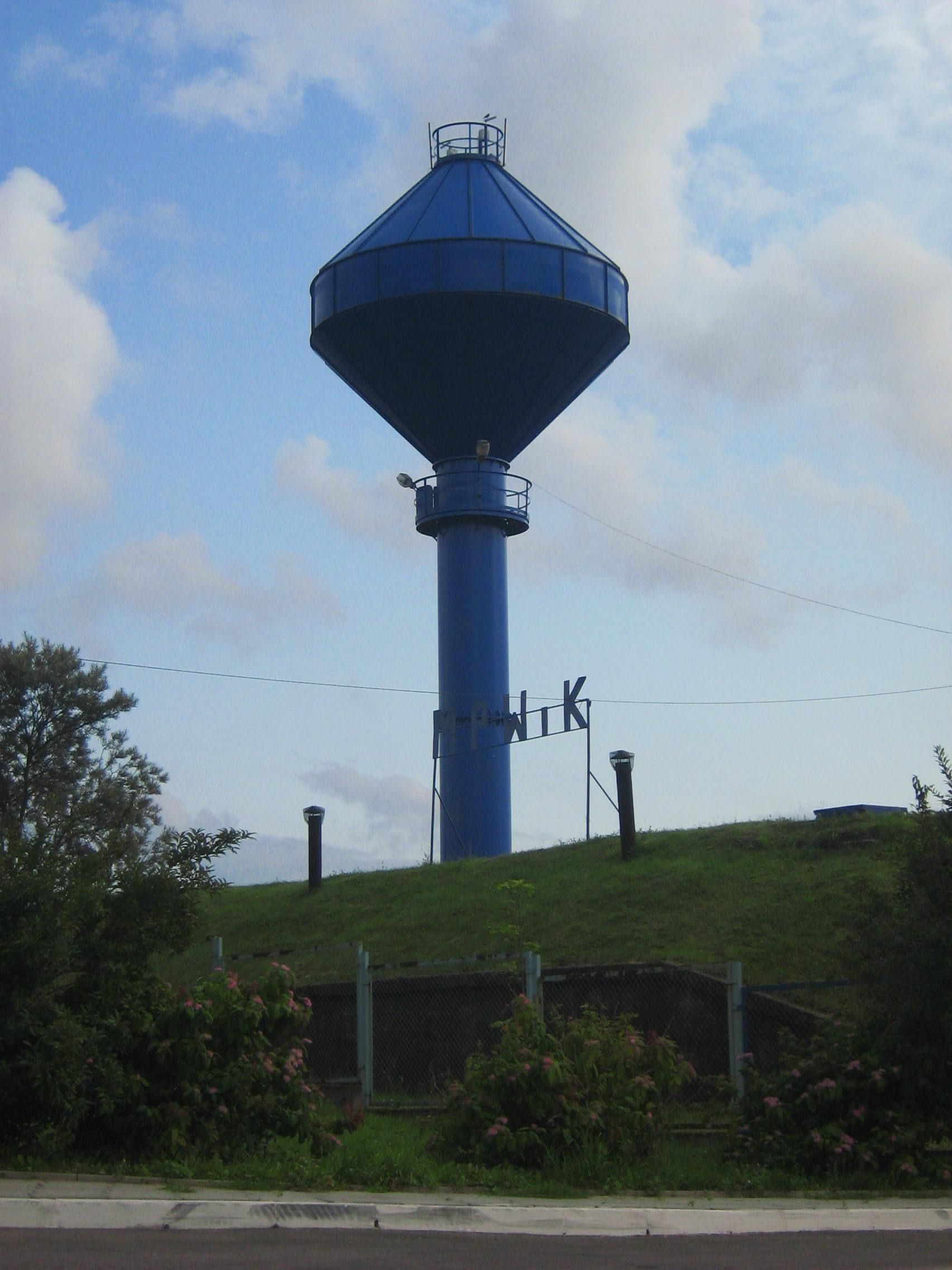
Torre de água
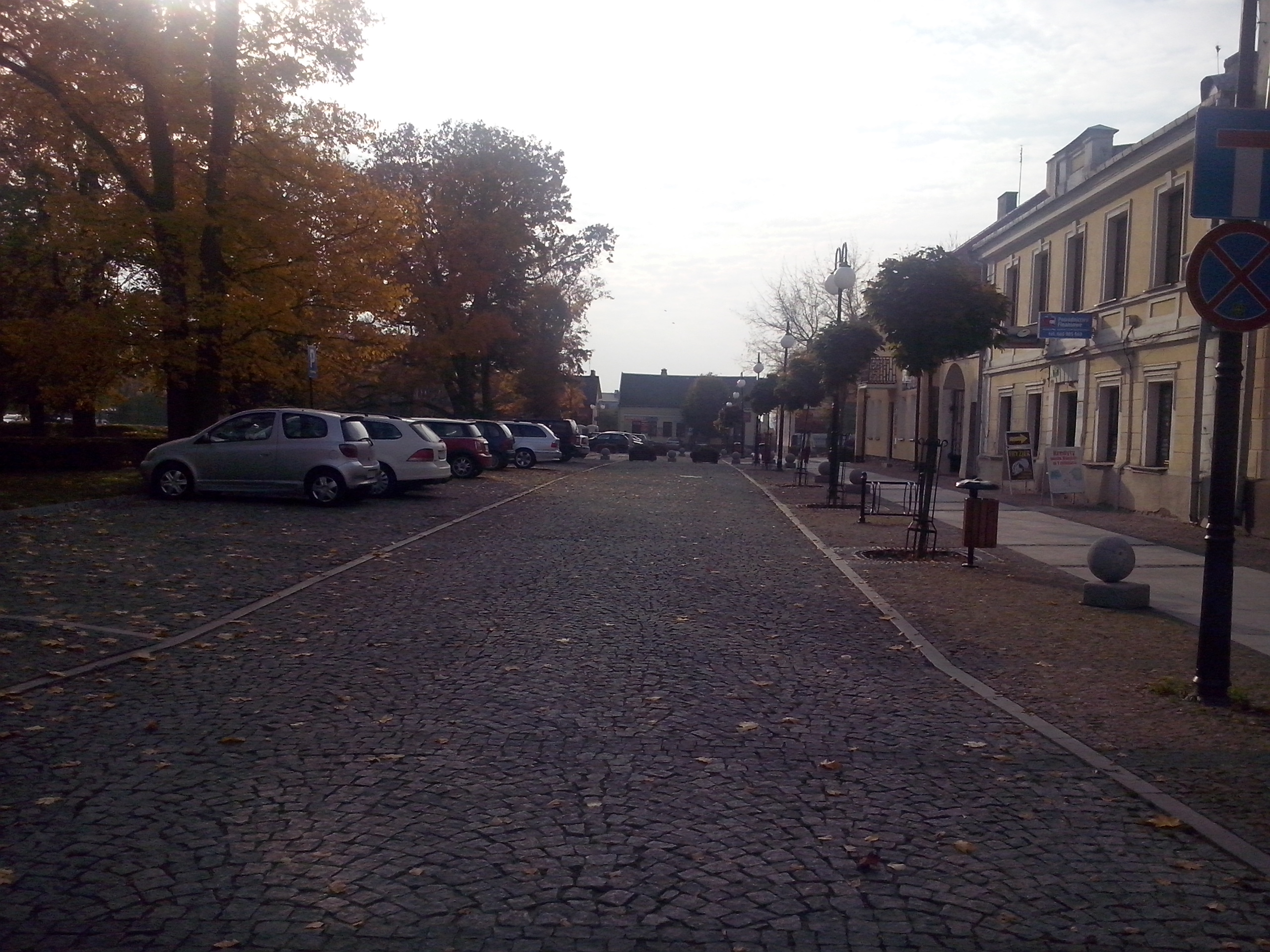
Rua em frente ao cinema
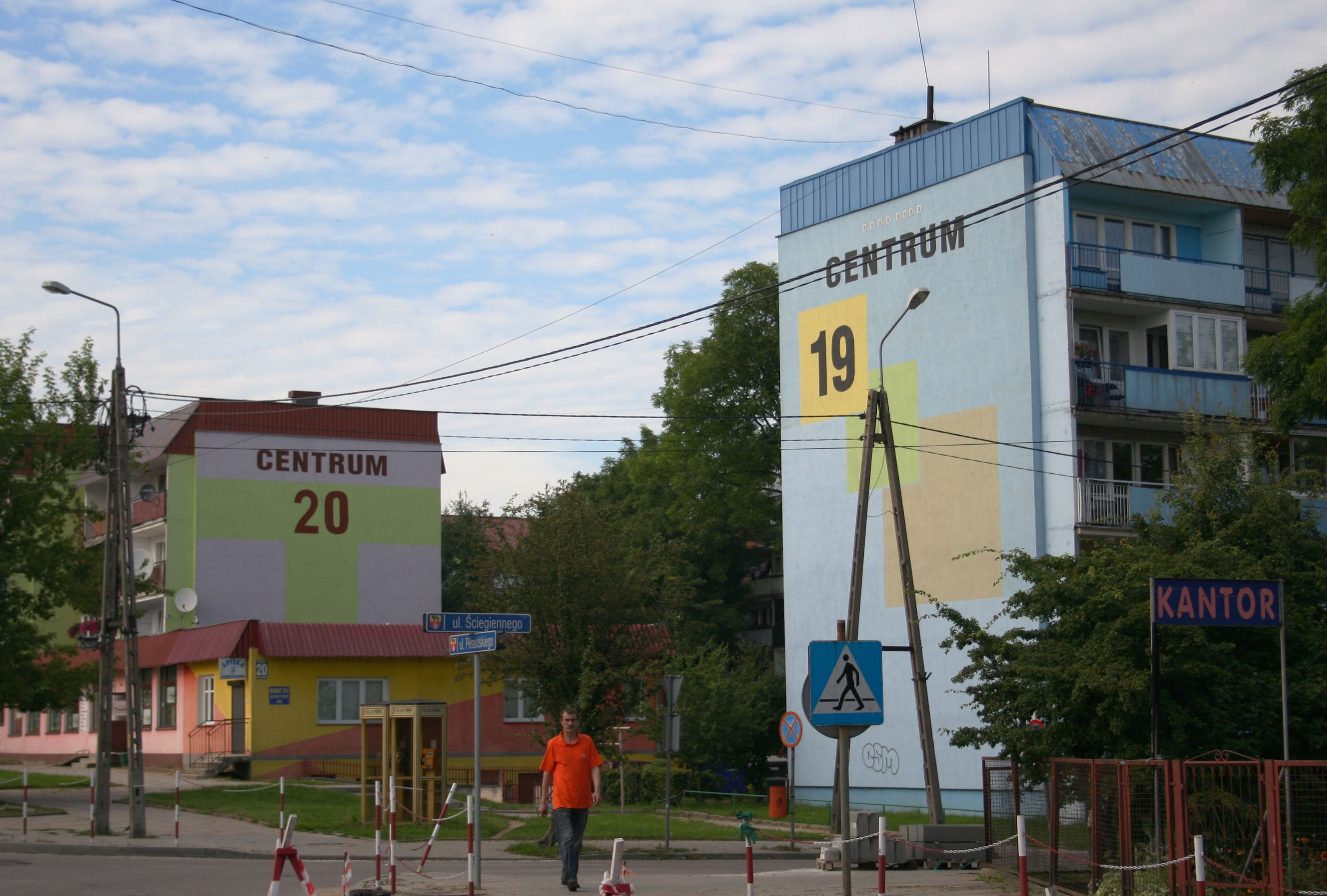
Um dos conjuntos habitacionais
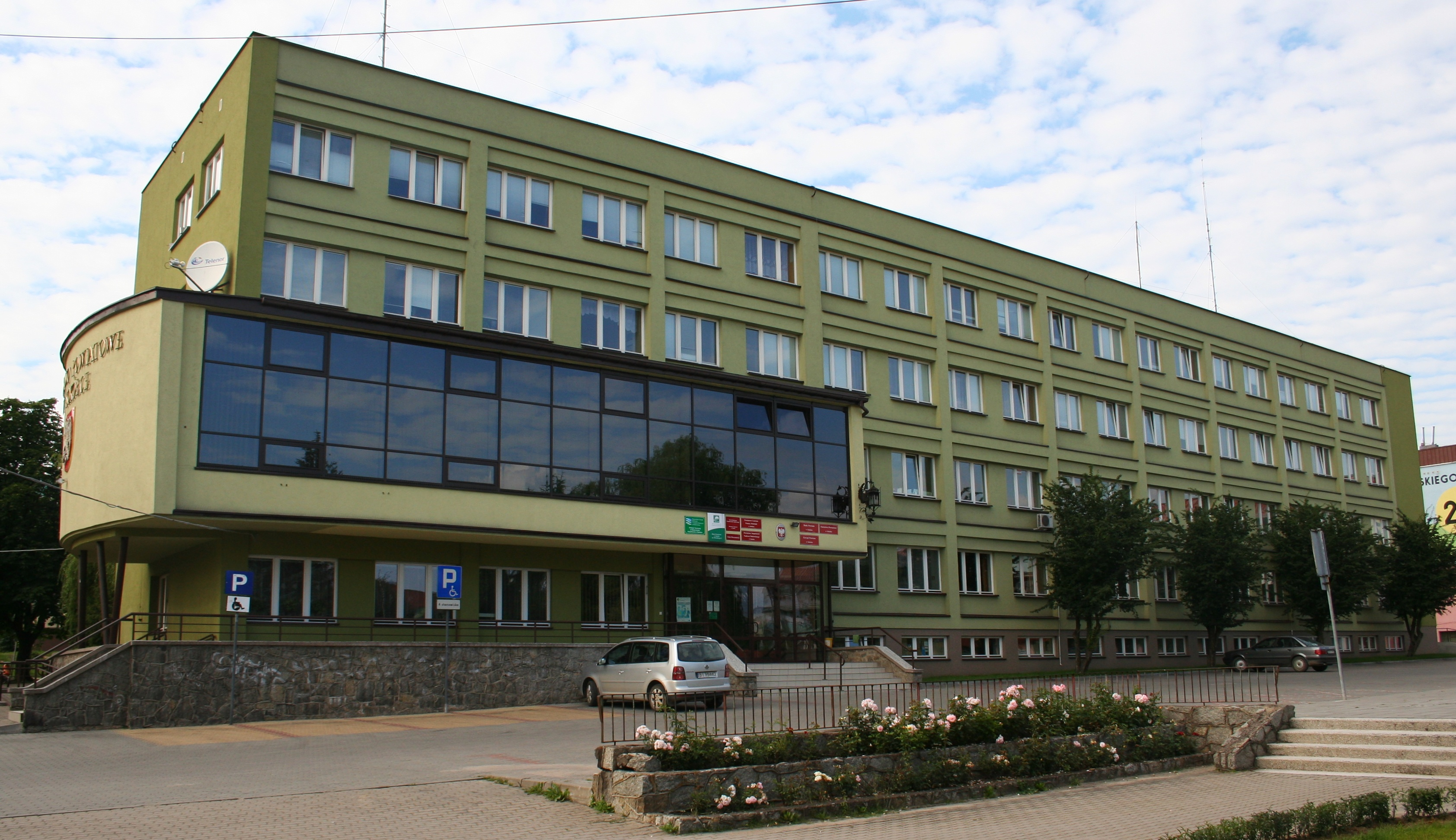
Edifício sede do Condado

Nos arredores de Sokółka
- Câmara Regional em Janowszczyzna
- Vale do rio Sokołda com prados pitorescos que cobrem as áreas protegidas da rede Natura 2000 em Dworzysko
- Vale do rio Łosośna
- Parque Paisagístico Florestal Knyszyn com a Reserva Kozłów Ług
- Região tártara
- Assentamento histórico medieval na vila de Miejskie Nowiny